# Club Olimpia Deportivo
El Club Olimpia Deportivo o simplemente Olimpia es un equipo  de fútbol de la ciudad central de Tegucigalpa, Honduras. Su fundación se registró un 12 de junio del año 1912 y disputa la Liga Nacional de Honduras desde que fue creado.
Debutó el 18 de julio de 1965 en la Liga Nacional de Fútbol de Honduras. En ese histórico día, el C. D. Olimpia derrotó por 3 goles a 0 al C. D. Marathón de la ciudad de San Pedro Sula.
Los colores tradicionales que identifican al Club Deportivo Olimpia son los siguientes, primero el blanco, segundo el rojo y tercero el azul. Su mascota simbólica es un León.
El Olimpia juega sus partidos de local en el mítico Estadio Chelato Uclés, también conocido como Estadio Nacional, el cual posee la capacidad de albergar cómodamente a 35 000 espectadores. Este recinto fue fundado el 15 de marzo de 1948 por órdenes del Presidente de la República de Honduras; don Tiburcio Carías Andino.

## Historia

### Era amateur (1912 - 1964)

#### Fundación
Esta institución fue fundada el 12 de junio de 1912, en la ciudad de Tegucigalpa, capital de la república de Honduras.
El club en su inició fue bautizado como "Nacional Olimpia", en honor a los juegos olímpicos de la antigüedad llevados a cabo en el valle de Olimpia, Grecia en 1896. Inicialmente, los socios fundadores del Olimpia formaron la institución para la práctica del béisbol. Este deporte, era en aquel entonces el más popular de Honduras, pero con el paso del tiempo, el fútbol fue tomando un gran auge en el país. Desde su fundación, el Club Olimpia ha sido representado por un león.

#### El primer título (1928)
El Club Deportivo Olimpia conquistó su primer título a nivel nacional en septiembre de 1928. En aquella oportunidad, el cuadro Albo representando a la zona centro y Comayagua, se juega el primer torneo nacional de fútbol. Auspiciado por la Federación Deportiva de Honduras con motivo de celebrarse la segunda semana deportiva nacional Olimpia campeón de la zona centro y Comayagua enfrentó al campeón de la costa norte, los partidos fueran en la cancha de la Isla de Tegucigalpa, logró imponerse en una serie final de tres encuentros con resultados de 1-0,1-1 y 2-1 al C. D. Marathón, campeón de la zona norte. A raíz de esta final, se creó una enorme rivalidad entre estas dos escuadras a la cual se le denominó el "Clásico Nacional".

### El bicampeonato
En 1957, el C.D. Olimpia representando al Departamento de Francisco Morazán pudo romper la hegemonía de los clubes norteños Aduana, Abaca e Hibueras para empezar a imponer su hegemonía en el fútbol hondureño, dirigidos por Juan Andino, obtienen su primer título nacional de fútbol avalado por la Federación Deportiva Extraescolar de Honduras, luego de vencer a los equipos: Vida (campeón Departamental de Atlántida), Hibueras (Campeón Departamental de Cortés) y al C.D. Honduras (Campeón Departamental de Yoro). Al siguiente año 1958 el equipo repitió su campeonato; logrando vencer a los equipos: Independiente de San Pedro Sula, Ferrocarril Tela, así como al C.D. Honduras de El Progreso y al Fortuna; representante del Departamento de Colón. Una vez en la cuadrangular, el equipo de Carlos Padilla Velásquez con récord se debe destacar que Olimpia jugó solo con jugadores nacionales 4 triunfos, 2 empates y ninguna derrota. Así se convirtió en el primer bicampeón de toda la historia del fútbol hondureño.

#### Campeón de Campeones de Centroamérica y México 1959
El reconocimiento internacional inicia en 1959, en esa época, bajo el mando de Mario Griffin Cubas, el equipo logra ser campeón del torneo al imponerse a los campeones de México Club Deportivo Guadalajara, al campeón salvadoreño Club Deportivo FAS y al campeón de Costa Rica Liga Deportiva Alajuelense. Olimpia hace una espectacular remontada de visita después de ir perdiendo 3-1 en el primer tiempo y remontar 3-4, esto dio origen a la frase llamada Garra Catracha por la más épica remontada del club en competiciones internacionales.
El 17 de mayo de 1959 el antiguo Estadio Nacional de Costa Rica, el cuadro melenudo quedó campeón por diferencia de gol pues quedó empatado en puntos con el campeón mexicano Guadalajara.
En 1959 quedó registrado en letras doradas y mayúsculas en los anales del fútbol hondureño como el primer tricampeón nacional y además sus conquistas traspasaron el país, pues logra su primer doblete al ganar el Campeonato Centroamericano 1959 y la Liga Nacional, los equipos a los que derrotó fueron CD Motagua, CD Gimnástico, CD Troya, Club Deportivo Federal, El Argentina y Libertad al que doblegó en 2 juegos en la final por la zona centro sur ya como campeón de la zona centro sur, se enfrentó al siempre aguerrido Club Deportivo Honduras Progreso a ida y vuelta venciendo en ambas ocasiones y al siempre complicado Club Deportivo Marathón de San Pedro Sula ya constituido y habitual en las series finales así Olimpia era tricampeón nacional por primera ocasión en el futbol hondureño. El entrenador en cargo fue Mario Grifiin Cubas.
Primer Título Invicto de Olimpia: 1960 Tras someter a CD Troya, Club Deportivo Federal,Club Deportivo Gimnástico, Argentina y Fútbol Club Motagua en la Liga Mayor Francisco Morazán, Olimpia se disponía jugar la fase final Club Deportivo y Social Vida,Club Deportivo Honduras Progreso, Real Club Deportivo España y Tigre de Amapala tendría una serie de complicaciones, tras retirarse 4 de los clubes la Federación Deportiva Extraescolar de Honduras declara campeón invicto al Olimpia y primer tetracampeón del futbol nacional; entrenador fue Juan Andino.
1961 El Club Deportivo Olimpia logró lo nunca antes visto en la historia del futbol nacional : coronarse campeón de liga por cinco veces consecutivas. No encontró más rivalidad entre Fútbol Club Motagua, Argentina, Club Deportivo Federal, Club Deportivo Gimnástico y CD Troya quienes sucumbieron ante el club dirigido por Carlos Padilla Velásquez los poderosos rugidos de Jorge Alberto Solís, "Calistrin" Suazo, Ricardo Taylor, "Reno" Rodríguez, "Chendo" Rodríguez, y "Leque" Meza, tampoco aguantaron los clubes Lenca de El Progreso y el Palermo de Tela este último el único que pudo ganar 1 partido al Olimpia en la temporada 1961 en la vuelta 1-0 pero ya ante un coronado pentacampeón nacional.
Estos cinco títulos fueron debidamente registrados en los archivos de la FIFA, por el entonces secretario de la Federación Deportiva Extraescolar de Honduras, Federico Fortin Aguilar, quien aseguró que en esa época solo había dos pentacampeones registrados ante el máximo organismo rector del fútbol mundial; el otro ni más ni menos que el pentacampeón de España y Europa  Real Madrid Club de Fútbol. 
Para la temporada 1963 Club Deportivo Olimpia salió airoso, como todo un equipo agresivo, goleador, dueño de la llamada "Maquinaria de hacer goles". Esa gran virtud le alcanzó para ganar su sexto título en el fútbol amateur avalado por la Federación Extraescolar de Honduras y séptimo título nacional desde el primer torneo en 1928.
Sin perder su gran dominio técnico en los juegos, el Olimpia se convirtió en un club de mucha penetración, de increíbles jugadas frente al marco rival, gracias a la brillante dirección técnica de Carlos "Zorro" Padilla los leones derrotan a  Real Club Deportivo España, en la final jugada finales de enero y principios de febrero de 1964 así Carlos Padilla Velásquez lograba su tercer título nacional con Club Deportivo Olimpia y su segundo título de forma invicta. 
El Club Deportivo Olimpia lograría su segundo bicampeonato nacional, de la mano del Brasileño Marinho Rodrigues y aumentó su prestigio gracias a un estilo de juego que dejaba cada vez más satisfecha a la enorme afición olimpista, la final se disputó a 3 partidos contra Platense Fútbol Club tras 1 primera victoria merengue y un empate, se disputaba el 20 de diciembre de 1964 el definitivo encuentro derrotando a su rival 2-0 siendo el último campeón del fútbol nacional en el llamado fútbol amateur, ya que la recién conjuntada Liga Nacional No Aficionado comenzaría en 1965 con la nueva modalidad de un solo torneo a nivel nacional, es decir sin campeones departamentales.

### Liga Nacional profesional
Olimpia es miembro fundador de la Liga Nacional no Aficionado de Honduras, posteriormente convertida en Liga Nacional de Honduras en el 2000 pasa formalmente a ser profesional. A lo largo del torneo inaugural de la Liga Nacional, celebrado en 1965, el Club Deportivo Olimpia fue un gran protagonista. Sin embargo, una combinación de resultados en la última fecha del torneo, que terminó en victoria por parte del C.D. Platense en contra del España, sumado a una derrota del cuadro ‘Albo’ en contra del C.D. Vida, terminó por darle el campeonato al Platense y así el Olimpia se convirtió en el primer subcampeón de Liga nacional.
Al siguiente año, las cosas fueron diferentes. De la mano del entrenador; Mario Griffin Cubas, el Olimpia terminó por afianzarse en la recién creada Liga nacional y logró su primer título liguero. De los 18 partidos jugados, el ‘León’ ganó 14 juegos empató, uno y solamente perdió tres para un total de 29 puntos; 6 más que el Marathón su más cercano perseguidor, además Crisanto Norales se adjudica el premio al portero menos goleado al recibir 19 anotaciones, con lo cual hizo que la defensa alba fuera la menos goleada del torneo, Raúl Suazo Lagos se distinguió como el máximo anotador de los albos con 7 goles en el equipo comandado por Mario Griffin Cubas.
En 1967, el club continua demostrando su dominio en el fútbol hondureño logrando el bicampeonato de forma contundente bajo la nueva estructura del torneo, el León se corona campeón al vencer al Club Deportivo y Social Vida 3-1, el torneo se programa a 2 vueltas el Olimpia al final aventajo a Club Deportivo Marathón por 5 puntos siendo el primer bicampeón del futbol profesional de Honduras, la defensa repite como la menos goleada del torneo solo admitiendo 11 anotaciones, de nuevo Crisanto "Manga" Norales es el arquero menos batido, mientras el máximo anotador del club fue Raúl Suazo Lagos con 5 anotaciones.

### Campeón invicto 1969
En el año 1969 el Club Deportivo Olimpia logró campeonizar de forma invicta. Con un conjunto renovado, logra lo nunca realizado por club hondureño, coronarse de manera invicta. El ahora entrenador y gran exjugador de la institución merengue, Carlos "Calistrin" Suazo, logra que el conjunto merengue realice una campaña contundente. Al final de la tercera vuelta suma 43 puntos aventajando al segundo lugar Motagua por 8 puntos, Olimpia conquistó el título de forma invicta, a falta de 3 jornadas para finalizar el torneo.
El 22 de febrero de 1970 los merengues consumaron su campeonato invicto en 27 partidos torneo de 3 vueltas regulares, tras empatar sin goles ante Club Deportivo Honduras Progreso en juego realizado en el Estadio Francisco Morazán. Por quinto año consecutivo, se consolida la defensa como la menos batida del torneo permitiendo apenas 16 anotaciones y con el 4.º título particular de Crisanto "Manga" Norales como portero menos goleado y el máximo anotador del club fue Jorge Urquía "El Indio" con 13 goles.

### Campeonato de liga y de Concacaf
Luego de 3 vueltas y 27 partidos, un 4 de junio de 1972 el Olimpia dirigido por Carlos Viera logró su cuarto título en la Liga Nacional de Honduras. En este torneo, el equipo de Jorge Bran, Jorge Urquía, Selvin Cárcamo, Juan Ventura López, Marco Antonio Mendoza, "Chorotega" Flores, Ángel Ramón Paz, Rigoberto "Shula" Gómez, Fernando Bulnes, "Shinola" Matamoros, etc. Logró sumar 40 puntos, producto de sus 15 victorias, 10 empates y solamente dos derrotas. su perseguidor fue el aguerrido Club Deportivo Vida que fue subcampeón con 5 puntos menos, de nuevo los albos presentaron presentan la mejor defensa del torneo 18 permitidos, el arquero menos goleado Samuel Sentini, se consolidó como el máximo goleador del club Jorge Urquía "El Indio" con 12 goles.
Olimpia es campeón de la Copa de Campeones de la Concacaf por primera vez, luego de eliminar al poderoso Deportivo Toluca en una semifinal brava en el Estadio Nacional de Tegucigalpa, con un solitario gol de Reynaldo Mejía al 32 y en la vuelta con goles de Jorge Urquía al 40 y el empate Héctor Hugo Eugui al 72, con este resultado 2-1 global por primera vez en la historia un club hondureño no solo ganaba un partido a un club mexicano, sino también lo eliminaba y calificaba para la final del torneo. Ya en la final, los albos enfrentaron en el Estadio Francisco Morazán al Robinhood al que vencieron 0-1 con gol de Jorge Bran al minuto 65, este resultado y un empate sin goles el día 31 de enero de 1973 en el Estadio Nacional de Tegucigalpa le daban su primer título de Concacaf.
Olimpia fue subcampeón de la Copa Interamericana 1972 representando como campeón de Concacaf, el Olimpia se enfrentó al Club Atlético Independiente de Argentina, campeón de Copa Libertadores 1973, el cuadro rojo cedió ambos partidos a jugar de visita. El primer partido se realizó en el Estadio Francisco Morazán, perdiendo el cuadro albo por 1-2 y la vuelta fue en el Estadio Nacional de Tegucigalpa cayendo otra vez 0-2.

### Campeón en 1977
Tendrían que pasar 5 años, 6 meses y 14 días para que el Olimpia se coronara de nuevo. Los torneos regulares habían pasado de moda y la Liga nacional adoptó el modelo de las pentagonales: si el ganador de las vueltas ganaba la pentagonal era campeonísimo y si era otro el ganador de la pentagonal se jugaba gran final a ida y vuelta.
Luego de la transición de aquella época de grandes futbolistas inmortales en la historia alba lograron todo, el León supo aguantar las 3 vueltas y jugar la gran final, el técnico nacional Carlos Cruz Carranza, se la jugó con Belarmino Rivera, Oscar Banegas, Vicente Suazo, Roger Chavarria, Luis "Pilin" Brand, Santos Alejandro "Indio" Ruiz, Ángel Ramón Paz, Prudencio "Tecate" Norales y "Shula" Gómez, los jugadores extranjeros Walter Chávez, Ernesto Paes de Oliveira y Agustín Minocho dieron el toque de calidad.
Fue así como el España de San Pedro Sula campeón del torneo regular se enfrentó al ‘León’ como campeón de una serie pentagonal. El primer encuentro terminó empatado a cero goles por bando, pero en el segundo; con goles del uruguayo Walter Chávez al 25′ y René Enamorado al 88′ el Olimpia campeonizó por quinta vez en Liga nacional.

### La llegada del presidente Rafael Ferrari
El 14 de noviembre de 1982 después de 4 años, 11 meses y 4 días bajo la dirección técnica de José Luis Mattera Teglia, logra su primer título de liga "Campeonísimo". Al ganar las vueltas regulares y la pentagonal final, no hubo necesidad de disputar una final.
En las vueltas regulares el Olimpia se impuso a todos ganando el campeonato con 2 puntos de ventaja 33 sobre Fútbol Club Motagua que terminó con 31 puntos, los albos consumaron su título en la pentagonal al empatar en el Estadio Nacional de Tegucigalpa 0-0 Club Deportivo Victoria. Aparecen jugadores que se vuelven emblemas del club como Daniel Zapata, Juan Flores Maradiaga y refuerza el equipo el mundialista en la Copa Mundial de Fútbol de 1982, Fernando "Azulejo" Bulnes.

#### Olimpia se convierte en el primer club en ganar las 3 vueltas y pentagonal
Bajo las órdenes de Enrique Grey Fúnez, se proclamó bicampeonísimo del futbol hondureño, al vencer 1-0 al Club Deportivo y Social Vida en el estadio Estadio Ceibeño con la solitaria anotación de Néstor Juan Doroni el torneo se extendió por casi 10 meses, inicio el 12 de febrero y término el 15 de diciembre, un torneo que tuvo 4 vueltas y cuadrangular final, con 2 puntos de ventaja sobre Club Deportivo y Social Vida el conjunto melenudo sumó un campeonato más.
En la Copa de Campeones de la Concacaf 1985 el club tendría destacadas actuaciones primero eliminando al Chicago Croatian de los Estados Unidos con marcador global 6-0, en la segunda ronda enfrentaría al club de Guatemala Club Social y Deportivo Suchitepéquez que ganaría de local 1-0 en a vuelta el Club Deportivo Olimpia vencería 1-0 por lo cual tuvieron que definir el partido en los penales ahí el Club Deportivo Olimpia desempataría avanzando de ronda con 4 penales contra 3, en los cuartos de final enfrentaría al campeón mexicano Club América el 20 de agosto de 1985 un empate 2-2 en el Estadio Nacional de Tegucigalpa los goles de Olimpia fueron de Francisco González al 36 y Juan Flores Maradiaga al 67. Los del visitante fueron Roberto Aldrete al 43 y "El Ruso" Daniel Brailovsky al 56, esto hacía tener pocas esperanzas para la vuelta visitando México pues solo 1 club de Centroamérica había ganado en territorio Azteca 4 años antes. El 27 de agosto de 1985 en el Estadio Corregidora de Querétaro, Olimpia ganaba con gol de Amílcar Lanza al minuto 21 al campeón de México en suelo azteca por primera vez en la historia.
En las semifinales del torneo enfrentó al Aurora Fútbol Club de Guatemala perdiendo 1-0 pero en la vuelta ganando 2-0 para calificar a la final del torneo, en la ida en Estadio Hasely Crawford, Puerto España de visita el club albo cae 2-0 doblete de Andrés Kenneth y en la vuelta en el Estadio Nacional de Tegucigalpa el cuadro merengue ganó 1-0 pero no le ajusto el resultado agregado fue de 2-1 siendo subcampeón de la confederación.
1986 En uno de los campeonatos más complicados que se recuerdan Club Deportivo Olimpia conquistó el primer lugar tras jugar bajo la modalidad de 3 vueltas regulares y una cuadrangular. Ese año se continuó  bajo la modalidad implementada en 1985 de dividir a los 10 equipos de liga en 2 grupos A y B. Olimpia clasifica segundo del grupo A con 33 puntos, por detrás del Club Deportivo y Social Vida con 35 puntos. 
El título llega gracias al gran aporte de Danilo Galindo, Juan Cruz Murillo, entre otros. El cuadro merengue ganó la cuadrangular de manera invicta y su máximo goleador del torneo fue Juan Flores Maradiaga "El Matador", dirigidos por Néstor Matamala
En 1987 Llega el presidente más laureado de la historia del club y comienza la segunda época dorada 30 años después Rafael Ferrari además la consolidación a nivel internacional.

#### Primer título internacional de la era Ferrari y primer doblete
El 15 de julio de 1987 Torneo Centroamericano Olimpia ganaba su segundo título a nivel centroamericano de la mano del técnico argentino Juan Quarterone. Ganó el título en cuadrangular realiza en San José Costa Rica, En una cuadrangular centroamericana los melenudos comenzaron con pie derecho al golear al Deportivo Saprissa 4-1, con goles del tridente goleador, Juan Flores Maradiaga, Eugenio Dolmo Flores, José Mario Figueroa "El Chueco", en el segundo encuentro venció a Real España 1-0 con solitaria anotación de Juan Cruz Murillo de penal, en el último partido perdió con Club Sport Herediano el gol del descuento lo hizo Eugenio Dolmo Flores, una combinación de resultados coronó al Club Deportivo Olimpia como campeón centroamericano 1987 y el cuarto título internacional de la historia.
segundo bicampeonato de la era profesional el que se tardo 20 años y  el tercero de la historia merengue contando la época amateur, además hizo un doblete al ser campeón de Centroamérica Torneo Centroamericano 1987 que a su vez sería su segundo doblete de liga y título internacional algo que no lograba desde que ganara el torneo campeón de campeones de Centroamérica y México 1959 o conocido como Campeonato Centroamericano 1959 ;Un 23 de diciembre de 1987 dirigidos por Carlos Padilla Velásquez, quien regresaba al banquillo, merengue en calidad de relevo tras años de haberse retirado de la institución, en el preámbulo de Nochebuena le dieron un gran regalo a su enorme afición al coronarse campeón nacional al vencer en la gran final Club Deportivo Marathón en el Estadio Francisco Morazán el único gol del encuentro lo fue anotado por el ídolo blanco Juan Carlos Espinoza Zerón

#### Segundo título de Concacaf
En el 1988 Olimpia luchó por otro doblete y el tricampeonato nacional que al final no se dio por extrañas circunstancias de un formato que nadie conocía incluso antes del partido de la gran final en el ámbito internacional de la Concacaf el Olimpia tuvo una brillante participación, los leones alcanzaron su segundo título de la Copa de Campeones de la Concacaf 1988 con sabor a gloria, en la primera fase centroamericana enfrentó a los clubes Aurora Fútbol Club, Club Deportivo FAS, Asociación Deportiva Municipal Puntarenas en una cuadrangular centroamericana, el cuadro albo ganó su grupo avanzando a la segunda ronda centroamericana, sus rivales fueron Liga Deportiva Alajuelense, Aurora Fútbol Club y Club Deportivo Marathón el Club Deportivo Olimpia avanzó como segundo del grupo a los cuartos de final donde enfrentaría al campeón mexicano, el 5 de octubre de 1988 en Estadio Nacional de Tegucigalpa empató sin goles con Club Deportivo Cruz Azul, la vuelta se jugó el 9 de noviembre de 1988 en el Estadio Azteca el resultado sorprendió a toda la confederación siendo considerado el primer aztecazo el albo ganó 2-1 con goles de Ramón Fernández riera y Nahúm Espinoza de tiro libre al minuto 44 de la primera mitad un club centroamericano hizo historia nunca nadie había ganado en competición oficial en coloso de Santa Úrsula, en la semifinal se vuelve a encontrar Liga Deportiva Alajuelense en el primer partido empataron 1-1 en Estadio Nacional de Tegucigalpa goles de Javier "Potrillo" Flores y Mauricio Montero, la vuelta en suelo tico el 4 de diciembre de 1988 Olimpia visitó el Estadio Alejandro Morera Soto pero el cuadro merengue jugó muy bien y con una fantástica anotación Nahúm Espinoza gol olímpico al minuto 89 silenciaba a los locales y el León Hondureño se calificaba para jugar la gran final por tercera vez en la historia y segunda vez en la década de los ochenta.
19 de diciembre de 1988 Estadio Nacional de Tegucigalpa, Defence Force F.C. 0 Club Deportivo Olimpia 2 goles anotados Nahúm Espinoza al 17 y Juan Flores Maradiaga "El matador" al 46.
21 de diciembre de 1988 Estadio Nacional de Tegucigalpa Club Deportivo Olimpia 2 Defence Force F.C. 0 goles hechos por Juan Carlos Contreras al 9 y Juan Flores Maradiaga "El matador" 85 Olimpia cobraba venganza por la derrota ante este mismo club en la final de 3 años antes y goleando con marcador de 4-0 global, el Olimpia al fin alzaba su segundo título de Concacaf, el entrenador era el ya fallecido uruguayo Estanislao Malinowski.
Olimpia disputaba simultáneamente ambos torneos por el título, pero este se escapó en un extraño formato donde el Olimpia ganó la ida de la final por 2-0 nadie sabía el reglamento del torneo ni la prensa deportiva ni los directivos de ambos clubes Real España, ganó la vuelta en el Estadio Francisco Morazán en 90 minutos por 1-0 con esto era de esperarse que Olimpia era el campeón, pero no se decidió que se jugarían tiempos extras ahí el Real España ganó empatando el global 2-0 en 120 minutos pero no fueron a penales y se le dio el título de campeón al Club San Pedrano.
Subcampeón de América Copa Interamericana 1989 El Club Deportivo Olimpia se midió ante otro grande un histórico del futbol uruguayo y de Sudamérica Club Nacional de Montevideo, en la disputa del título entre los campeones de Copa de Campeones de la Concacaf 1988 y Copa Libertadores 1988 el albo como representante campeón de Concacaf disputó la copa interamericana por segunda ocasión en su historia, esta vez a visita recíproca, el técnico del subcampeonato fue Estanislao Malinowski; 5 de marzo de 1989 ante 45 mil aficionados en el Estadio Nacional de Tegucigalpa Club Deportivo Olimpia empata 1-1 Club Nacional  y la vuelta en Uruguay el 29 de marzo de 1989 en el Estadio Centenario de Montevideo presenciaron el partido 38 mil aficionados Club Nacional 4 Club Deportivo Olimpia 0 así el equipo albo volvía quedar subcampeón de América al perder nuevamente la final contra el campeón sudamericano. El entrenador fue Estinlao Malinowski.

#### Tercer título centroamericano y sexto título internacional
Torneo Centroamericano 1989 Olimpia pudo coronar otra vez otro título centroamericano, esta vez al vencer al Cojutepeque FC 3-1, empatar a 1 con Club Social y Deportivo Municipal, vencer a Club Sport Herediano 2-1 en la primera fase centroamericana,11 de junio de 1989 en la ronda final disputada la cuadrangular centroamericana en una sola sede Estadio Nacional de Tegucigalpa Club Deportivo Olimpia 3-0 Club Sport Cartaginés de Costa Rica goles de Juan Carlos Espinoza Zerón doblete al 17,66  y Eugenio Dolmo Flores al minuto 85, su segundo encuentro ante un clásico rival nacional en otro duelo de carácter internacional 14 de junio de 1989 los leones vuelven a golear en la fase final Real Club Deportivo España 0 Club Deportivo Olimpia 3 goles anotados por los futbolistas Javier "El Potrillo" Flores, Eugenio Dolmo Flores y Daniel Zapata, en el último partido ambos rivales tenían aspiración de ser campeones Olimpia primero con 6 puntos + 6 goles a favor y herediano 4 puntos +2 18 de junio de 1989 Club Deportivo Olimpia 2 Club Sport Herediano 1 los goles olimpistas fueron de Juan Carlos Contreras 75 y Eugenio Dolmo Flores 78 así el Olimpia levantaba otros título de campeón centroamericano Dirigidos técnicamente por Estinlao Malinowski.
Al siguiente torneo nacional 1989, el uruguayo; Estanislao Malinowski conformó uno de los mejores cuadros 'merengues' de la historia. Jugadores como: Dolmo Flores, Juan Flores, Juan Carlos Contreras  y el uruguayo Vicente Daniel Viera formaron parte de ese equipo. En ese torneo el C.D. Olimpia sumó 40 puntos producto de 15 victorias, 10 empates y 2 derrotas, con 39 goles a favor y 17 en contra al final del torneo regular.
10 de enero de 1990 en la final, el 'Albo' se enfrentó al Real España y ganó el campeonato en un partido escenificado por 34,252 personas un dramático juego que ganó el Olimpia faltando 3 minutos del final el día el héroe fue el lateral izquierdo Rudy Alberto Williams  por mejor por puntaje en el torneo regular, ya que los dos equipos terminaron empatados en el global 1-1.
Olimpia claramente se consolidó como el mejor club de la década ganando 4 títulos internacionales de 1981-1987-1988-1989 y 5 títulos nacionales 1982-1984-1986-1987-1989 en torneos largos, la era de José Rafael Ferrari  consolido al club en títulos y en ventas al futbol internacional Juan Carlos Contreras, Eugenio Dolmo Flores, Juan Flores, Raúl Martínez Sambulá son algunos ejemplos de los futbolistas que empezó a vender al fútbol mexicano en su gestión que apenas llevaba 2 años 1987-1989 ganando 2 títulos de liga, 2 títulos centroamericanos, 1 título de Concacaf y un subcampeonato de Copa Interamericana 1989.

#### Década de los 90
Torneo Centroamericano 1990 Bicampeón consecutivo, la repetición llegó luego de vencer en primera ronda ida y vuelta Juventus Orange Walk 4-0 global, en la segunda ronda enfrentó al club guatemalteco Club Suchitepéquez el primer partido fue un empate a 2 en Estadio Nacional de Tegucigalpa los goles fueron anotados por; Byron Pérez al 11-64 y los del Olimpia Nahúm Espinoza 17 y "El Vikingo" Gilberto Yearwood 88 la vuelta siempre en Tegucigalpa en león ganó 2-0 con doblete de Carlos Laje Moreno, la fase final centroamericana se disputó a visita recíproca se estrenaba en el banquillo el uruguayo Julio González Montemurro.
20 de septiembre de 1990 Estadio Nacional de Tegucigalpa Club Deportivo Olimpia 1  Luis Ángel Firpo 1 goles Carlos Laje Moreno  y Mauricio dos santos empató al 83.
7 de octubre de 1990 Estadio Cuscatlán San Salvador El Salvador Luis Ángel Firpo 0 Club Deportivo Olimpia el gol del triunfo de visita lo hizo "El Vikingo" Gilberto Yearwood al minuto 75.
11 de octubre de 1990 Estadio Francisco Morazán otra vez un clásico a nivel internacional ya era costumbre en los últimos años Real  España golea al club albo 4-1 por el Olimpia descontó Carlos Laje Moreno.
14 de octubre de 1990 la vuelta ambos clubes llegaban con la aspiración de ser campeón centroamericano los albos llegaban en segundo lugar de la triangular con 3 puntos -2 goles de diferencia, Real España 3 puntos -2 goles de diferencia y estaba en primer lugar Luis Ángel Firpo Salvadoreño con 4 puntos+2 goles a favor, ambos clubes Hondureños les servía el triunfo para ser campeones, en caso de un empate el campeón sería el club Salvadoreño es así como la afición olimpista abarroto el Estadio Nacional de Tegucigalpa con más de 32 000 personas en el coloso capitalino Club Deportivo Olimpia ganó el partido 1-0 gol anotado por Carlos Laje Moreno Olimpia alzaba su 4.º título centroamericano, además el 4.º título internacional de la era Rafael Ferrari en apenas 4 años de asumir la presidencia 1987-1990 siendo un tetracampeonato internacional.
Copa de campeones y subcampeones Concacaf 1990 después de ganar el título centroamericano el Olimpia accedió directamente a la semifinal del máximo torneo regional, los encuentros a ida y vuelta se realizaron en el estado de California el 12 de noviembre de 1990 en San José contra el campeón Mexicano América el cuadro albo cae goleado en la ida 3-0 en la vuelta en Santa Ana (California) el Olimpia derrota al campeón de México 2 goles a 1 pero no le ajusta el resultado y queda eliminado pero con la frente en alto.
Luego de su arrollador paso por la Liga Nacional en los 80, la competencia al Olimpia se le emparejó. Equipos como el Motagua, Real España y el Victoria mostraron gran nivel y el 'León' solo ganó cuatro títulos de liga en los 90. El primero fue en 1992-1993 tuvieron que asar 3 largos años de espera, primero con el holandés Gerd Blck pero sustituido por el gran entrenador nacional  José de la Paz Herrera "Chelato" Uclés con uno de los juegos más preciosos que se recuerde, el Olimpia contrato a un gran medio camisa exjugador de  Boca Juniors de Argentina Luis Abdeneve "El Turco" fino mediocampista con gran técnica y visión de juego fantasioso, líder en las 3 vueltas e invicto en la pentagonal, los albos merecedores del título, ya que supieron mantenerse siempre en primer puesto, el equipo más goleador de las vueltas 43 y de la pentagonal 15 sencillamente espectacular, en el partido que ante su archirrival capitalino Motagua en el Estadio Nacional de Tegucigalpa Club Deportivo Olimpia goleaba su rival capitalino 3-0 con 2 anotaciones del "Chele" Álex Pineda Chacón y autogol de Renan Aguilera el Olimpia era campeonísimo por tercera vez en la historia tras lograrlo en 1982-1984 y 1992-1993.
Se retira en esta temporada el legendario jugador catracho Gilberto Yearwood, pero salen nuevas figuras como Álex Pineda Chacón y Denilson Costa.
Francisco Sá en 1995 se coronaria por primera vez campeón de Copa de Honduras un torneo que se le había negado en el ámbito local pues en 5 ediciones no lo había conquistado, propiamente el torneo de copa se definía ganando la primera vuelta del torneo de liga local
Flavio Ortega 1995-1996 cerró un nuevo ciclo del futbol hondureño el torneo se disputó a 3 vueltas, el club albo hizo 47 puntos, anotó 48 goles y recibió 25 siendo el más goleador y el menos goleado, en la fase de liguilla el Olimpia quedó eliminado Real España le ganó 0-1 en Tegucigalpa, pero como ganador de las vueltas regulares tenía la final asegurada en caso de perder en la liguilla. El título 12 lo ganó en la ida de la final en san pedro sula el 'Albo' se volvió a coronar en una final que jugó contra el  Real España en el Estadio Francisco Morazán, Club Deportivo Olimpia dio una lección de futbol imponiendo categoría goleando a su clásico rival 0-3 goles de Eduardo -Arreola y doblete de Cristian Santamaria.
Flavio Ortega empezó el torneo en busca del campeonato, pero no se lograban los resultados deseados, es así como vuelve de relevo en medio de la temporada "Chelato Uclés" José de la Paz Herrera al final de las 3 vueltas el albo lograría ganarlas con la increíble cantidad de 51 puntos, también fue la mejor ofensiva con 40 anotaciones el 29 de julio de 1997 Club Deportivo Olimpia vs Platense Fútbol Club en la gran final del futbol hondureño en el Estadio Nacional de Tegucigalpa,  Dolmo Flores ponía celebrar con la primera anotación un zurdazo que se colocó en medio de los defensores y al fondo de la red; el segundo gol del encuentro fue en un centro de Nahúm Espinoza donde apareció fantasmalmente Wilmer Velásquez "El Matador" que con toque de cabeza puso el 2-0. A pesar de la ventaja, los albos no dejaron de atacar en busca del tercer gol, que les diera la tranquilidad y seguridad del título 13, a los 17 minutos del segundo tiempo se produjo la mejor jugada del partido Wilmer Velásquez quien con una serie de fintas eludio Arita, Torres y Piota para sacar un remate que se coló al ángulo superior derecho de Ricardo James, con el 3-0 Olimpia aseguro la corona al cual ganó por marcador global de 4-1 y un gran bicampeonato para los melenudos.
1997 Supercopa de Honduras liga nacional de Honduras decidió hacer la primera edición de este torneo el cual enfrentaría al campeón de Copa de Honduras y Liga Nacional de Fútbol de Honduras una final con sed de revancha pues recién acaban de terminar la final de liga nacional otra vez Club Deportivo Olimpia y Platense Fútbol Club definían otra final Francisco Sá volvía al banquillo merengue después de ser el primer campeón de copa en 1995 le daría otra alegría, a la enorme afición tricolor.
15 de agosto de 1997 partido único Estadio Francisco Morazán Platense Fútbol Club 0 Club Deportivo Olimpia 1 Álex Pineda Chacón a los 5 minutos daba el gol del primer título como super campeón de Honduras.
Recopa Concacaf 1996  era el torneo secundario de la Concacaf los equipos que la disputaban eran los campeones de copa, el Olimpia disputó esta competición, eliminó al   Club Deportivo Árabe Unido de Panamá 2-0 global ambos encuentros disputados en  Estadio Armando Dely Valdés los goles con los que los albos ganaron fueron convertidos por  Dolmo Flores y Nahúm Espinoza los albos avanzaban a la ronda final del torneo, donde en un principio estaba prevista para ser una cuadrangular final entre 2 centroamericanos Club Deportivo Olimpia, Municipal, una representación caribeña y norteamericana Sirocco Les Abymes y Richmond Kickers, el torneo no se terminó se dio por abandonado y los 2 clubes centroamericanos calificaron para la siguiente edición.
Recopa de la Concacaf 1997 los albos empiezan en la segunda ronda del torneo a partido único el 25 de enero de 1998 en el Estadio Francisco Morazán Club Deportivo Olimpia le ganó a su rival de costa rica Club Deportivo Belén por 3 goles contra 0 con doblete de "El Matador" Wilmer Velásquez y Samuel Caballero; el albo calificaba para la fase final centroamericana la cual se jugó en una triangular a 1 solo encuentro contra cada rival y un 1 partido como local, el 5 de marzo de 1998 Estadio Excelsior Puerto Cortes Platense 3 doblete de "Rambo" Julio César de León ambos de penal al 72,80 minutos y Juan Manuel Cárcamo minuto 60 Club Deportivo Olimpia 3 los goles del equipo merengue los convirtieron "El Matador" Wilmer Velásquez doblete al 55 ,78 de penal y Samuel Caballero minuto 60, el partido como local de los merengues se disputó en el Estadio Nacional de Tegucigalpa 8 de marzo de 1998 Club Deportivo Olimpia 2 "El Matador" Wilmer Velásquez a los 31 minutos y Denilson Costa 70 el equipo Guatemalteco Municipal 1 descontó Bayrón paredes al minuto 34, el siguiente partido fue un empate en CD Guatemala el equipo merengue ganaba el triangular de Centroamérica y pasaba a la final del torneo de campeones de copa de Concacaf Recopa de la Concacaf 1997 contra un gran equipo de la décadas de los 90s en México Necaxa, la final estaba supuestamente para jugarla en abril de 1998  lamentablemente la final nunca fue jugada por motivos desconocidos, el torneo fue tácitamente abandonado.
Copa de Honduras se coronaría campeón por segunda vez en la historia del torneo de copa 1998 de la mano de Julio González Montemurro el Club Deportivo Olimpia obtuvo el campeonato después de ganar la primera vuelta del torneo de liga nacional.
El año de 1999, se celebró el último torneo de la Liga Nacional jugado en el siglo XX dirigidos técnicamente por Julio González Montemurro y marcó el regreso al Olimpia del goleador histórico; Wilmer Velásquez "El Matador" y la aparición de "El Rey" David Suazo su debut se dio en un clásico capitalino ante  Motagua los albos golearían a su vecino 4-1 donde David Suazo "El Rey" debuta y anotaba. En este torneo regular, el 'Club' logró 30 puntos luego de dieciocho partidos disputados. Esto fue suficiente para conseguir el primer lugar del torneo regular y disputar la final con el Real España; ganador de los play offs. El desenlace final del torneo produjo un empate a uno por ambos equipos en el primer juego. En el juego de vuelta, Denilson Costa se encargó de darle la victoria al Olimpia logrando su catorce título de Liga y cerrando con "broche de oro" el siglo como el equipo más exitoso en la historia de la Liga Nacional.
Copa Interclubes de la Uncaf 1999 fue la primera edición de este torneo organizada por la Uncaf y que contaba con los clubes campeones y subcampeones de Centroamérica, torneo clasificatorio los primeros 3 lugares del torneo clasificaban a la Copa de Campeones Concacaf 1999 el entrenador sería Julio González Montemurro quien venía de ganar el título Copa de Honduras 1998/1999 y ser campeón de liga nacional 1999 así con su paso exitoso empezó, el 17 de febrero de 1999 en la primera fase del torneo el cual eran 2 grupos de 6 clubes el Club Deportivo Olimpia estuvo en el grupo B con los clubes Liga Deportiva Alajuelense, Aurora Club FAS, Deportivo Walter Ferreti y Acros FC, el cuadro albo no tuvo problemas para avanzar como primer lugar además de forma invicta, con la mejor defensa.
Ronda final se disputaria en una sola sede 4 clubes que avanzaron de los 2 grupos, el que más haga puntos se coronaria campeón de la primera edición de la interclubes uncaf 1999 estos fueron los rivales del albo, Liga Deportiva Alajuelense, Deportivo Saprissa y Comunicaciones, 25 de agosto de 1999 Estadio Francisco Morazán Club Deportivo Olimpia 2 Liga Deportiva Alajuelense 0 en su vuelta al club "El Matador" Wilmer Velásquez anotaba un doblete al 8 y 38 minutos para dar los primeros 3 puntos, 27 de agosto de 1999 Estadio Nacional de Tegucigalpa Comunicaciones 1 Club Deportivo Olimpia 3 "El Matador" Wilmer Velásquez otra vez con doblete al 31, 61 y Álex Pineda Chacón a los 76 minutos, descontaría por el cuadro crema Allan Oviedo al 85, con este resultado el Olimpia tenía el primer lugar con 6 puntos a falta de 1 partido contra el Deportivo Saprissa que venía de ganar al cuadro crema y empatar con Liga Deportiva Alajuelense esto nos dijo que ya solo aspiraban a ser campeones Olimpia o Saprissa, pues LDA había quedado sin la oportunidad de alcanzar al olimpia, prácticamente en una final centroamericana los 2 mejores equipos de Centroamérica encontrados por el título de la Uncaf, 29 de agosto de 1999 Estadio Nacional de Tegucigalpa Club Deportivo Olimpia 1 Deportivo Saprissa 0 "El Matador" Wilmer Velásquez Otra vez el goleador del albo le daba otro título más en el clásico centroamericano el olimpia ganaba de la mano de su técnico uruguayo Julio González Montemurro en 1 año copa de Honduras, liga nacional y copa Uncaf un doblete y este significo el quinto título internacional de la era José Rafael Ferrari.
Club Deportivo Olimpia se despedía del siglo xx como el club más exitoso de Honduras. 
Club Deportivo Olimpia terminó el siglo XX con 25 títulos nacionales, 8 títulos internacionales para un total de 33 conquistas, bajo la era del presidente más ganador José Rafael Ferrari desde 1987-1999 en 12 años el equipo ganó 6 Liga Nacional de Fútbol de Honduras, 2 Copa de Honduras,1 Supercopa de Honduras 9 títulos nacionales, sus títulos internacionales en 12 años fueron 5 conquistas 1 Copa de Campeones de la Concacaf 1988, 3 Torneo Centroamericano de la Concacaf 1987-1989-1990  y 1 Copa Interclubes de la Uncaf 1999. Para que se pueda dimensionar la gestión del señor Ferrari hay que mencionar que antes de 1957 solo se había ganado 1 título nacional en 1928 de 1957 a 1987 en 30 años se ganaron 18 títulos y en la presidencia de José Rafael Ferrari en 12 años gana el Olimpia 14 títulos y sobre paso la historia internacional de 3 títulos 1959,1972,1981 a 8 en total ganando 5 y un tetracampeonato internacional.

#### Década del 2000
Copa Interclubes de la Uncaf 2000 torneo clasificatorio para la Copa de Campeones de la Concacaf 2000 avanzaban los 3 primeros lugares, el debut de los melenudos se dio el 13 de marzo de 2000 La Victoria de Belice 0 Olimpia 3 los goles albos fueron de Cristian Santamaria y Danilo Javier Tosello. El entrenador fue Edwin Pavón.
23 de marzo de 2000 Club Deportivo Olimpia 2  Municipal 3 Danilo Javier Tosello y Eduardo Arreola descontaron para el olimpia el albo avanzó como segundo del grupo luego de que la victoria no se presentara.
Segunda Ronda
Todos los partidos se jugaron en el Estadio Mateo Flores de Guatemala.
2 de agosto de 2000 Club Deportivo Olimpia 5 Panamá Viejo 0 Wilmer Velásquez "El Matador" Doblete, Denilson Costa doblete y Álex Pineda Chacón fueron los anotadores del encuentro.
4 de agosto de 2000 Club Deportivo Olimpia 0 Municipal  0 
6 de agosto de 2000 Deportivo Saprissa 4 Club Deportivo Olimpia 1 el Olimpia salió muy conservador y el cuadro morado casi dejaba eliminado al albo por diferencia de 1 gol el Olimpia avanzaba de ronda y Saprissa quedaba eliminado, se avanza la ronda final.
Ronda final Todos los partidos se jugaron en el Estadio Olímpico Metropolitano de San Pedro Sula, Honduras.
1 de noviembre de 2000 Club Deportivo Olimpia 0 Municipal 0 otro empate sin goles entre 2 grandes de Centroamérica.
3 de noviembre de 2000 Real Club Deportivo España 0 Club Deportivo Olimpia 2 "El Matador" Doblete Wilmer Velásquez
5 de noviembre de 2000 Club Deportivo Olimpia 0  Liga Deportiva Alajuelense 0 los albos campeones de Interclubes Uncaf un glorioso bicampeonato centroamericano con este empate sin goles el olimpia se consagraba como campeón de Centroamérica por sexta ocasión,  el olimpia como campeón centroamericano había calificado a la copa Copa Merconorte 2001 en Conmebol, pero no se dieron explicaciones del porqué los albos no terminarían disputando el torneo sudamericano, lamentablemente.  el título fue el sexto título internacional de la presidencia de José Rafael Ferrari.

#### Clasificación al mundial de clubes
El Club Deportivo Olimpia, hizo aun más grande su mito al clasificarse por primera vez en su historia a la Copa Mundial de Clubes de la FIFA  el conjunto albo dominante en Centroamérica, tocó su punto más alto y se ubicó entre los 12 mejores clubes del mundo. Con garra, determinación, frialdad y mucha disciplina táctica, doblego a los potentes, escuadras Toluca y Pachuca.
Copa de Campeones de la Concacaf 2000 el Club Deportivo Olimpia como campeón de Interclubes Uncaf 2000 califico al máximo torneo regional de la confederación, torneo que se disputaría en californianos Ángeles y San José fueron las sedes del mismo. Enfrentaba en los cuartos de final.
16 de enero de 2001 Spartan Stadium (San José) Toluca 0 Club Deportivo Olimpia 1 el partido tuvo mucho dramatismo, en el primer tiempo el portero panameño de los albos atajo un penal "El Pana" Donaldo González en la segunda mitad con el encuentro agonizando a los 86 minutos, un tiro libre ejecutado por Danilo Javier Tosello y un cabezazo que aun sigue guardado en las memorias del olimpismo Robert Lima anotaba y dejaba fuera al poderoso club mexicano, los albos eliminaban a los diablos rojos y celebran el pase a las semifinales de Concacaf.
19 de enero de 2001 el olimpia enfrentaba a uno de los mejores clubes mexicanos de ese tiempo, todo el favoritismo estaba dado para los mexicanos Los Angeles Memorial Coliseum Pachuca 0 Club Deportivo Olimpia 4 nunca un club centroamericano había ganado por esa diferencia a un club mexicano y aun vigente como la mayor paliza de club centroamericano a mexicanos, el primer gol del partido se gesto desde una recuperación de balón Danilo Javier Tosello mandaba un balón frontal que bañaba los centrales del equipo azteca y Denilson Costa ponía celebrar a los olimpistas el primer gol al minuto 35, la segunda anotacion se dio en la segunda mitad asistencia Denilson Costa y con un toque de clase Álex Pineda Chacón al ángulo anotaba el segundo gol merengue al portero colombiano Miguel Calero "El Condor" al minuto 49 el tercer gol olimpista se dio con u contragolpe ´por el sector derecho, Cristian Santamaria dejaba un rival en el suelo y con un centro preciso para la llegada del delantero Denilson Costa anotaba su doblete y el 3-0 a favor de los albos la goleada la sellaba Denilson Costa con su triplete de la noche, el olimpia tocaba el cielo con las manos celebra que era mundialista.
21 de enero de 2001 Los Angeles Memorial Coliseum Los Angeles Galaxy 3 Club Deportivo Olimpia 2 lamentable el Olimpia no pudo lograr el campeonato de Concacaf, pero se clasificó al mundial de clubes que estaba para realizarse en España en 2001 el torneo tuvo sorteo de grupos lamentablemente el mundial se cancelo el olimpia pidió explicaciones a la FIFA por la cancelación del mundial e interpuso una demanda por indemnización económica y posteriormente ganaría un dinero la FIFA indemnizo al Olimpia con casi 1 millón de dólares.
La estrella 15 en liga nacional
Apertura 2000-01; de la mano de Edwin Pavón. En ese campeonato, el Olimpia obtuvo el primer lugar del torneo regular con un total de 39 puntos en 18 partidos 10 puntos más que su perseguidor, los albos obtuvieron 10 victorias seguidas. Esto le aseguró la final que disputó contra el Platense ganador de los juegos de postemporada. Al final, el Olimpia se coronó campeón con gol de oro Danilo Javier Tosello le daba la copa 15 de la era profesional, figuras emblemáticas en su equipo como: Danilo Javier Tosello, Wilmer Velásquez y Álex Pineda Chacón entre otros.
Juan Carlos Espinoza Zerón una leyenda como jugador del club, tenía la oportunidad de ser el entrenador del primer equipo, en este torneo el club que arrasó en las vueltas regulares fue el equipo del puerto Platense con 10 puntos de ventaja sobre los albos, 8 de diciembre de 2002 Estadio Nacional de Tegucigalpa Club Deportivo Olimpia 1 Platense Pablo Medina empató para los escualos y Wilmer Velásquez anotó para los blancos, 15 de diciembre de 2002 el encuentro no se disputó en Puerto Cortés el platense quiso llevarse la taquilla y la copa jugando en San Pedro Sula Estadio Olímpico Metropolitano Platense 1 Club Deportivo Olimpia 2 los adelanto Reynaldo Tilguath a los escualos el empate llegó en la segunda mitad el brasileño Marcelo Ferreira el partido tuvo que irse a los tiempos extras, el formato era gol de oro o penales al minuto 94 Danilo Javier Tosello lanzó el tiro de esquina con pierna izquierda y Milton Palacios conecto de cabeza así se definió el último campeonato con gol de oro en liga nacional.
Torneo Clausura 2004 José de la Paz Herrera volvía al Club Olimpia Deportivo para ganar la estrella 17 en la era profesional, los albos ganaron las vueltas con 35 puntos 2 más que su perseguidor,  En el 2003-2004, comenzaría una serie de 4 finales consecutivas entre el Olimpia y el Marathón. La primera fue ganada por los 'Merengues', bajo en mando del técnico Chelato Uclés con un marcador global de 2-0.
22 de mayo de 2004 Marathón 1 Club Deportivo Olimpia 1 Emil Martínez adelanto a los verdolagas y lo empató Juan Manuel Cárcamo
30 de mayo de 2004 Estadio Nacional de Tegucigalpa Club Deportivo Olimpia 1  Marathón 0 Danilo Javier Tosello fue el héroe de otro título olimpista.

##### El primer tricampeonato (2006)
Luego; el Clausura 2005 marcaría el debut del exjugador olimpista y leyenda Nahúm Espinoza como entrenador del club. De la mano de este, el Club ganó las vueltas regulares con una marca de 38 puntos, también fue la mejor ofensiva del torneo con 29 goles en la fase regular, otra vez la gran final contra Marathón ya era la tercera final consecutiva la primera la ganó el albo y la segunda los verdolagas.
22 de mayo de 2005 Estadio Olímpico Metropolitano  1 Club Deportivo Olimpia 1 todo se definirá en la vuelta en Tegucigalpa con el pueblo tricolor en el nacional 
29 de mayo de 2005 Estadio Nacional de Tegucigalpa Club Deportivo Olimpia 1  Marathón 0 lo que se vivió en el último cuarto del partido es difícil de creerlo, los verdolagas jugaban mejor, estaban perdonando y en el peor momento del partido Danilo Turcios era expulsado, los verdes apretaban y Nahúm Espinoza hizo entrar al ídolo blanco Danilo Javier Tosello futbolista que casi no había tenido participación en el torneo, pocos minutos pero efectivo, el veterano jugador argentino impuso su experiencia Juan Manuel Cárcamo levantó un preciso centro y el argentino conecto de cabeza pego en el poste, el portero panameño Donaldo González la devolvió y el contra remate Tosello le pego con el alma, la convicción.
Danilo Javier Tosello se lleno de gloria otra vez en una final fue su octavo gol en finales récord actual de goles en liga nacional de Honduras, el Argentino que ya estaba de salida confirmó que los jóvenes ganan partidos, pero los veteranos ganan campeonatos los de mayor experiencia, los que saben que hacer en los momentos dramáticos, a pesar de su poca participación fue el goleador del club con 7 anotaciones en el torneo clausura 2005 el olimpia ganaba su título 18, aparecen nuevas figuras en el club Noel Valladares,Danilo Turcios, Óscar Boniek García,Luciano Emílio, Maynor Figueroa , Hendry Thomas y Wilson Palacios.
En el torneo Apertura 2005, dirigidos técnicamente por Nahúm Espinoza el club siguió su muy buen rendimiento ganaría las vueltas regulares con 37 putos, la mejor ofensiva 38 goles y la mejor defensa 17, el club jugó su 4.ª final consecutiva ante  Marathón,  Estadio Olímpico Metropolitano 15 de diciembre de 2005 los verdolagas ganarían con anotaciones de Pompilio cacho, Edgardo Simovic por los blancos descontó el brasileño Luciano Emílio, para ser campeón el albo tenía que ganar por 2 goles de diferencia.
18 de diciembre de 2005 Estadio Nacional de Tegucigalpa los albos continuaron con su dominio en finales ante los esmeraldas Club Deportivo Olimpia 2 Club Deportivo Marathón 0 Luciano Emílio anotó el primer gol y el segundo fue un verdadero golazo de medio volea desde fuera del área Wilson Palacios se consolidaba como el mejor jugador del torneo y regalaba un bicampeonato más a la historia del club. Luciano Emílio fue el goleador del club en el bicampeonato con 9 anotaciones.
En el torneo Clausura 2006 Olimpia de la mano de Nahúm Espinoza igualó una marca en Liga nacional al obtener el Tri-campeonato, esta marca, fue hasta ese entonces; propiedad única del Real España. La coronación del tercer título consecutivo, el club ganó las vueltas regulares con 37 puntos, tuvo la mejor defensa con 13 anotaciones en a fase regular del torneo, en la final se enfrentaría con  Victoria era como una revancha de la final de 1995 única final entre ambos en ese momento y que había ganado la jaiba brava único título de dicho club.
20 de mayo de 2006 Club Deportivo Victoria 3 Club Deportivo Olimpia 3 tremendo encuentro de ida en el Estadio Ceibeño, para la vuelta estaba todo el favoritismo para los albos es así como el 28 de mayo de 2006 Estadio Nacional de Tegucigalpa Club Deportivo Olimpia ganaba su encuentro 1 gol a 0 convertido por Rony Morales el Olimpia era tricampeón nacional por primera vez en la historia.  Luciano Emilio ganó su segunda título de máximo goleador con el olimpia al convertir 13 goles en torneo clausura 2006.
Luego del Tri-campeonato, pasarían 2  años del 'Viejo León' sin ver títulos. Fue hasta el Clausura 2008, que el Olimpia; dirigido por Juan de Dios Castillo ganó las vueltas regulares con 33 puntos, también fue la mejor defensa al solo recibir 13 goles y se ganó el derecho de disputar la final en contra del Marathón, luego de humillar en semifinales, al  Motagua con global de 7-2. semifinal de ida 7 de mayo de 2008 Estadio Marcelo Tinoco Motagua 1 Club Deportivo Olimpia 4 una gran actuación de Danilo Turcios 3 asistencias, los anotadores esa tarde fueron;Hendry Thomas, Ramiro Bruschi, Ramón Núñez y Tyson Núñez.
La vuelta se jugaria Estadio Carlos Miranda 10 de mayo de 2008 Club Deportivo Olimpia 3  Motagua 1 los goleadores del rey de copas fueron Danilo Turcios, Ramiro Bruschi y Wilmer Velásquez "El Matador".
El juego de ida de esta serie final, se llevó a cabo el 18 de mayo en el Olímpico de S.P.S. ante 35,000 espectadores y finalizó con empate a uno Danilo Turcios anotó para el albo y el tico Andy Furtado lo empató para Marathón.  El juego de vuelta, le dio a Comayagua en el Estadio Carlos Miranda ante 15 mil espectadores por primera vez en su historia, la oportunidad de organizar el partido de una final de Liga. El partido, arduamente disputado; culminó con la Copa número 21 para el 'León'.- Luego de que este venciera al Marathón (1-0) con gol del histórico: Wilmer Velásquez de penal en el torneo Clausura 2008.
En el torneo Clausura 2009, el Olimpia ganó su título número 22 al empatar ante Real España el juego de ida 2-2 en San Pedro Sula Real España dominó el partido hasta el minuto 80 ganando 2-1 Daniel Cigogna dio el empate a los leones y en la vuelta el Estadio Nacional de Tegucigalpa lleno totalmente de parciales olimpistas vio como Ramiro Bruschi adelantaba a los locales, sin embargo Melvin Valladares empataría el juego muy cerca del final reglamentario, el encuentro tenía que pasar por los tiempos extras, ya en el extra tiempo un tiro de esquina por la derecha de la portería sur del nacional Wilfredo Barahona, paso con toque suave a Danilo Turcios que controló, orientó, levantó la vista y mando uno de los centros más precisos de su carrera y Fábio de Souza conectaría de cabeza su nombre quedó escrito en los anales olimpistas el gol de cabeza que dio el título. 
El título número 23 vino en el clausura 2010 cuando de la mano del técnico Colombiano debutante en liga nacional de Honduras Carlos Restrepo lograron derrotar al  Motagua por primera vez en una final con marcador en ida y vuelta de 3-1 y 0-1 ambos encuentros jugados en el coloso capitalino Estadio Nacional de Tegucigalpa 2 de mayo de 2010 la renta del gran primer encuentro fue suficiente, una tarde inspirada de Ramón Núñez 3 asistencias, Roger Rojas anotaba doblete se hacía una realidad ya no era más una promesa de la cantera y Reynaldo Tilguath sentenciaron el 3-1, e 10 de mayo de 2010 fue la vuelta  Motagua ganó 1-0 pero no le ajusto el más ganador de Honduras levanta su título 23 de la era profesional y su título 31 a nivel nacional.

#### Década del 2010
Torneo Apertura 2011 el presidente José Rafael Ferrari  contrato al que fue ídolo como jugador Danilo Javier Tosello se presentó el 14 de junio de 2011 se le dijo al nuevo entrenador que la idea era armar un equipo de jóvenes, el club no estaba dispuesto a invertir tanto como en otras ocasiones, aun así la presión era grande se venía de perder 2 finales la del Apertura 2010 con Real España y el clausura 2011 con Motagua.
Club Deportivo Olimpia fue de menos a más, con el Argentino Danilo Javier Tosello, los merengues lucharon por adaptarse a las nuevas ideas, ubicándose en el tercer lugar de las vueltas regulares, en liguilla enfrentaron a Necaxa del cual el albo paso sin mayores problemas, el 1 de diciembre de 2011 se enfrentaron en la semifinal de ida Club Deportivo Olimpia derroto al  Marathón por la mínima diferencia 1-0 el gol albo lo hizo Carlos Will Mejía cuando solo faltaban 5 minutos para terminar el encuentro en el Estadio Nacional de Tegucigalpa, la vuelta se jugó 3 días después y fue un 0-0 con ese resultado el Olimpia confirmó su presencia en la final.
El favoritismo en esta ocasión estaba para Real España dirigidos por Ramón Maradiaga "El Primi" punteros del torneo en las vueltas regulares la ida 11 de diciembre de 2011 se jugaría Estadio Nacional de Tegucigalpa y otra vez como en la semifinal en las postrimerías del partido el anotador del gol olimpista fue Carlos Will Mejía los albos ganaban por la mínima diferencia 1 gol contra 0.
La vuelta, jugada el 17 de diciembre de 2011 en el Estadio Francisco Morazán en San Pedro Sula con un estadio repleto de las dos aficiones, fue dura y peleada en la primera mitad, el técnico Danilo Javier Tosello mandó en el segundo tiempo a Carlos Will Mejía que con dos dobletes en los minutos finales del partido le dio la liga 24 y a las puertas del año 2012 año que se celebraría el centenario del club más ganador, más popular, de Honduras.
se consolidan jóvenes jugadores Luis Fernando Garrido,Brayan Beckeles, Roger Rojas y Alexander López. 

##### El Centenario (2012)
Iniciando los festejos por el Centenario del club Olimpia, el 1 de enero del 2012, el club presentó el logo conmemorativo al Centenario, sorprendiendo a toda la afición. La incorporación del color dorado es una de las novedades de este logo especial, simbolizando el valor que tiene el equipo para sus aficionados, tan valioso cómo el oro. Además incorpora el lema "Centenario 1912-2012" y una corona en el león quién por primera vez aparece de cuerpo completo en el logotipo. Luego de la presentación del logo, se hizo la presentación de la nueva indumentaria conmemorativa al "centenario" en la que destacaba que los logos patrocinadores del club aparecieron en color dorado y unos días más tarde se dio a conocer el himno del centenario. También se llevaría a cabo el 15 de enero la despedida de El Matador; El invitado equipo invitado fue Alajuela de Costa Rica. Este juego lo ganaría el Olimpia gracias al gol de Wilmer Velásquez que se despedía anotando. En este juego participaron excompañeros de Wilmer como Denilson Costa , José Luis Pineda"Flaco", Arnold Cruz, Álex Pineda Chacón, Nerlin Membreño y Danilo Tosello.
En el torneo Clausura 2012 el Olimpia mantendría un gran paso en la liga que lo llevó a ser ganador de las vueltas regulares y clasificar directamente a semifinales. En Semifinales enfrentó al Real España, tras un duro juego en SPS donde los albos se impusieron 1-0, llegaba el día de definir su pase a la final en casa donde no defraudó y goleó 5-0 al Real España. Olimpia enfrentaría en la Gran Final al Marathón, tras un 0-0 de visita los albos tendrían la oportunidad de coronarse en casa.
Un gran ambiente recibió al León en el Estadio Nacional.20 de mayo de 2012 en un primer tiempo cerrado no lograron hacerse daño todo quedó para el Segundo Tiempo en donde el Olimpia conseguiría el triunfo gracias al gol de Douglas Caetano y así su bicampeonato y vigésimo quinto (25°) título en la historia. Llegaba el día más esperado de todos el 12 de junio de 2012 día del Centenario del club, en ese día tuvo felicitaciones de muchas instituciones pero la más relevante fue la de la FIFA un bicampeón centenario, el club albo sería exaltado por sus 25 títulos profesionales, 2 campeón de Concacaf y 7 títulos de Centroamérica.
El 2 de julio se inauguró el museo del club donde expusieron todas las copas del club.
El equipo que enfrentaría al Olimpia por motivo de la Copa Centenario fue el América. Las águilas ganarían el juego 1-0 con gol de Antonio López Ojeda pero eso no impidió que los aficionados de Olimpia festejaran los cien años del viejo león.
En el torneo Apertura 2012, Olimpia buscaría el Tricampeonato su segundo en la historia. En las vueltas regulares, Olimpia lograría 39 puntos y un solo juego perdido, clasificando con solvencia como primer lugar a las Semifinales. Las Semifinales comenzaron mal para el Olimpia al haber perdido 1-0 frente al Atlético Choloma en el  Rubén Deras; La vuelta le deparaba un verdadero infierno a los Cholomeños que ante todo el público olimpista cayó 2-0 con goles de Douglas Caetano y Johnny Palacios. Así llegaba la final donde enfrentaría al Victoria que tras un empate 0-0 en La Ceiba dejaba la moneda en el aire. El Nacional recibía una nueva final y está vez sería testigo de la goleada 4-0 que con goles de Roger Rojas, Juan Carlos García,Javier Portillo  , Ramiro Bruschi el Olimpia conseguía para coronarse tricampeón por segunda vez en su historia y cerrar con broche de oro el año del centenario. Danilo Javier Tosello se convertía en el segundo entrenador olimpista en conseguir un tricampeonato.
Uniforme del Centenario:
| Local | Alternativo |  |

##### El Tetracampeonato (2013)
En el Torneo Clausura 2013, Olimpia conseguiría el campeonato de la mano de  Juan Carlos Espinoza Zerón  al ganarle la final al Real Sociedad de Tocoa. El equipo tocoeño ganaría el juego de ida con marcador de 1-0, pero en la vuelta en el Estadio Nacional, Olimpia lograría el tetracampeonato al ganar el partido 2-0 con goles de Roger Rojas  y Brayan Beckeles para un global de 2-1 y así ser el primer equipo hondureño en conseguir cuatro campeonatos consecutivos o le puede decir el único tetracampeón en la historia de la Liga Nacional.
Osman Madrid confirmaba el 3 de diciembre del año 2013 que Héctor Vargas era nuevo entrenador del Club Deportivo Olimpia el entrenador argentino tenía muchos años dirigiendo equipos considerados pequeños Liga Nacional  el objetivo era ser campeón de liga para el torneo clausura 2014, pero con el reto de seguir jugando con jóvenes en el plantel, hizo debutar en el tiempo en el club a los jugadores, Mayron Flores, Edrick Menjívar,"Paton"Germán Mejía, Carlos Pineda,Jorge Daniel Álvarez, Elvin Oliva Casildo,"El Toro"Jorge Benguché y Michaell Chirinos entre otros jugadores jóvenes, también consolidaría jugadores que seguían siendo jóvenes "Romantico" Romell Quioto, "La Panterita" Alberth Elis,Kevin Álvarez,Ever Alvarado y "Choco" Anthony Lozano.
Los albos ganaron las vueltas regulares del torneo con 32 puntos 1 punto más que Real Sociedad de Tocoa, en la semifinal el Club Deportivo Olimpia ganó en el global 2-0 al club ceibeño Victoria en la final se disputó la décima final del llamado clásico nacional Marathon recibía la visita el 1 de mayo de 2014 al olimpia partido que terminaría 0-0 el 4 de mayo de 2014 Estadio Nacional de Tegucigalpa empataban otra vez en 120 minutos el héroe fue el ídolo olimpista Donis Escober"Pimpollo" tapando el penal decisivo y así el olimpia levantaba su liga 28 y por primera vez ganaba una tanda de penales.
Copa de Honduras 2015 se reanudaba el torneo después de que lo ganara el Olimpia por última vez en 1999 pasaron 16 años para que se reanudara el torneo de copa pero siendo la primera vez que se jugaría entre clubes de segunda división y tercera división incluidos a los de Liga Nacional en total participarían 64 clubes, la localía la tendrían los clubes de una división menor y en caso de ser de la misma división se realizaría un sorteo para definir la localía, solo los juegos de semifinal se jugaron a ida y vuelta  y en caso de empate lanzamiento directo a penales.
El 9 de mayo de 2015 Club Deportivo Olimpia vs Platense los leones se coronarían campeones 3 goles contra 1 anotaciones de Carlos Will Mejía,Romell Quioto y Fábio de Souza así el olimpia ganaba su segundo título de copa.
Clausura 2015 Olimpia ganó las vueltas con 39 puntos, fue la mejor defensa de las vueltas regulares, en semifinales enfrentó a su rival san pedrano Real España quien no opuso resistencia ya que perdió la ida 0-1 y la vuelta con otra goleada en semifinal de 5-0.
los albos iban enfrentar en una séptima final en el clásico capitalino al  Motagua ambos partidos disputados en el Estadio Nacional de Tegucigalpa el primer partido ganaron los albos 2-1 con doblete del "Choco" Anthony Lozano además también impuso del récord de anotaciones de los torneos cortos al ser el máximo goleador con 19 tampoco es superado por otros delanteros que anotaron 19 goles pero en torneos largos de 3 vueltas, así que es aun más meritorio, Noel Valladares también sería figura del encuentro al tapar un penal el Olimpia con un empate 0-0 el 24 de mayo de 2015 ganaba su título 29 de liga nacional.
Torneo Clausura 2016 la copa 30 Club Deportivo Olimpia ganó las vueltas con 37 puntos, también fue el máximo anotador 37 y el menos goleado 13, en las semifinales del torneo se enfrentó  Motagua y empataron 0-0 en la vuelta los albos ganaron 2-0 anotaciones de Carlo Costly y Romell Quioto.
18 de mayo de 2016 Club Deportivo Real Sociedad 1 Club Deportivo Olimpia 2 los goles olimpistas fueron de Alexander Agustín López y Carlo Costly.
22 de mayo de 2016 Estadio Nacional de Tegucigalpa Club Deportivo Olimpia 3 Club Deportivo Real Sociedad 1 los tocoeños empezaron ganando con el gol de Marco Tulio Vega, el partido lo empataría Óscar Salas y Carlo Costly anotaría el definitivo gol en los últimos minutos, los albos alzaban su copa 30 de la era profesional.
Supercopa de Honduras 2016 se realizó entre el ganador de Copa de Honduras 2015 Club Deportivo Olimpia y el ganador del torneo apertura 2015 Club Deportivo Honduras Progreso en el Estadio Humberto Micheletti el día 8 de julio de 2016 se enfrentaron y empataron en los 90 minutos 3 goles a 3 las anotaciones de los albos fueron de Carlo Costly, Israel Fonseca y Bryan Johnson  por lo que el super campeón se decidió en los penales donde el Olimpia ganó 5 penales contra 4.
Supercopa de Honduras enfrentaria al ganador de la Copa de Honduras 2016 Juticalpa  y el campeón del torneo clausura 2016 Club Deportivo Olimpia la final se llevó a cabo el 30 de diciembre de 2016 el Estadio Juan Ramón Brevé Vargas ahí los albos se impusieron categóricamente con marcador de 3-0 así el Olimpia levantó su tercer título de super copa de 4 ediciones disputas hasta ese momento. En total con Héctor Vargas se ganó 3 ligas, 2 Supercopa de Honduras y 1 Copa de Honduras.
En el año 2017 Concacaf hacia oficial un nuevo torneo secundario en la región Liga Concacaf 2017  Club Deportivo Olimpia participaría en este torneo como el mejor equipo de las vueltas regulares en Honduras por acumular más puntos en el torneo apertura 2017 y clausura 2017 regresaba el entrenador Carlos Restrepo en la primera ronda de repechaje enfrentaria a un clásico rival centroamericano Liga Deportiva Alajuelense 3 de agosto de 2017 Estadio Nacional de Tegucigalpa Olimpia empezaba con pie derecho ganando 2-0 anotaciones en el primer tiempo de Carlo Costly y Kevin Álvarez la vuelta se disputó el 10 de agosto en la capital de Costa Rica San José Estadio Nacional Liga Deportiva Alajuelense 0 Club Deportivo Olimpia 1 la anotación fue de Roger Rojas y con el olimpia avanzaba de ronda con goleada en el global de 3-0 ante un rival clásico en Centroamérica.
El siguiente rival fue Alianza salvadoreño 17 de agosto de 2017 en el temido Estadio Cuscatlán el partido sería duro pero perderían los leones con anotación del salvadoreño "Fito"Rodolfo Zelaya la vuelta se jugó en el Estadio Nacional de Tegucigalpa el 24 de agosto de 2017 ante un lleno con más de 27 mil personas presentes, en el primer tiempo anotaría a los 2 minutos Roger Rojas pero, minutos antes del final de la primera mitad el paraguayo Gustavo Carreño empataría al minuto 45 era un baldazo de agua fría, para avanzar los leones necesitaban 2 goles más, el público apoyo hasta más de la cuenta no dejaron de alentar ni en la mitad del partido, Alexander López asistió de gran manera al veterano delantero Carlo Costly al minuto 55 se empataba el global pero con un gol de visita el León Hondureño estaba quedando eliminado, para empeorar el panorama Kevin Álvarez es expulsado a 5 minutos del final del partido, pero la afición empujo como ese número 12 que se necesita en los momentos más complicados y Alexander López levantó un último centro al minuto 95 en los últimos segundos Carlo Costly con cabezazo picada vencía al uruguayo Víctor Rafael García. Club Deportivo Olimpia lo volvía hacer uno de esos partidos épicos de últimos minutos remontaba a nivel internacional volvía sacar la casta y el porqué sus aficionados lo hacen llamar el más grande de Centroamérica, Olimpia ganaba 3-1 y en el global 3-2 de forma dramática.
En las semifinales enfrentarían al club panameño Club Deportivo Plaza Amador en el Estadio Rommel Fernández el 14 de septiembre de 2017 Olimpia le daría una paliza a domicilio de 1-7 doblete de Roger Rojas, doblete de Michaell Chirinos y 1 gol los jugadores Carlo Costly. Alexander López y Marcelo Canales. 
La vuelta jugada en el Estadio Olímpico Metropolitano día 21 de septiembre los clubes enfrentados empataron 1-1 así el Olimpia avanzaba a la final de este torneo la final la jugaria contra un rival de Costa Rica un equipo no tradicional en el área Santos de Guápiles el 19 de octubre de 2017 Club Deportivo Olimpia de local en Estadio Olímpico Metropolitano quedaba sorprendido al perder 1-0 en un gol que desvió un defensa olimpista.
26 de octubre de 2017 Estadio Nacional de Costa Rica los leones tenían que volver hacer una gesta histórica ser campeón en Costa Rica algo que solo había sucedido en 2 ocasiones 1959 cuando se le ganó a Liga Deportiva Alajuelense 3-4 en la copa campeón de campeones de CA y México u conocida como Campeonato Centroamericano 1959 y cuando se ganó el torneo centroamericano Concacaf 1987 ante Herediano, el panorama estaba complicado, pero con un gol de Michaell Chirinos al minuto 20 ganó el partido después se fueron a los penales, donde los héroes fueron Donis Escober al tapar un penal y el gol del triunfo fue de Carlos Will Mejía. El Olimpia volvía levantar un trofeo internacional después de 17 años primer campeón de Liga Concacaf.

#### Era Pedro Troglio (2019-2022)
A pesar de ganar una Liga Concacaf, Olimpia vivió una de sus peores crisis, ya que después de vencer a la Real Sociedad de Tocoa en la final del Clausura 2015-2016 tuvo que esperar tres años para ganar su trofeo número 31 de la Liga Nacional de Honduras, pero lo hizo bajó el mando del argentino Pedro Troglio, quien llegó junio de 2019 al país. 
Bajó las órdenes de Troglio, los Merengues ganaron cuatro torneos de manera consecutiva: Apertura 2019-2020, Clausura 2020-2021, Apertura 2020-2021 y Clausura 2021-2022, De esta manera, el mundialista en Italia 1990 se convirtió en el primer entrenador en ser tetracampeón con Olimpia. Al Alcanzar la copa No. 34 se retiró fichado por el Atlético San Lorenzo de Almagro. Sin embargo no obtuvo buenos resultados en ese equipo.

#### Segunda Era Pedro Troglio (2023-2024)
Volvió para el Torneo Apertura 2022-23, tras la salida del también argentino, Pablo Lavallén. Siendo Olancho FC, Marathón y Motagua (en dos ocasiones) las víctimas del sudamericano en su segunda era. El León alcanzó las 38 copas el 25/May/2024 aun empatando contra el Marathon de SPS en el Yankel Rosenthal por 2 - 2 (pero por un global de 5-3 por el partido inicial que había quedado 3- 1 el 19/May/24) en lo que se convirtió en el 2.º Tetracampeonato para el Argentino y 3.º para el Olimpia. 
El 25 de diciembre de 2024, Troglio anunció que el Tornero Apertura 2023-24 sería su último torneo al mando del club capitalino. Olimpia llegó a la final, la cual perderían contra su acérrimo rival, Motagua, tras empatar el partido de ida en el Estadio Nacional Chelato Ucles por 1-1 el 19/Dic/2024 y luego el 22/Dic/2024, en el partido de vuelta, perder por 0-1, tras un autogol del defensor olimpista José Antonio García, en el minuto 75' del segundo tiempo. Después de esto, Troglio se marchó para dirigir nuevamente en el futbol argentino, esta vez en el Instituto Atlético Central Córdoba. Pese a perder su última final con Olimpia, es considerado por muchos como el Director Técnico más grande del club merengue.

## Símbolos
| «Nos dicen los merengues y somos la sensación Movemos la pelota y eso gusta a la afición Si entramos a la cancha nos comienzan a aplaudir Si estamos jugando nos comienzan a decir Llegó el Olimpia ya, nuestro futuro campeón Llegó el Olimpia ya, nuestro futuro campeón.» Estribillo de la canción del Club Deportivo Olimpia |

El león ha figurado en el uniforme del conjunto merengue, como mascota es parte de su logotipo. El logotipo del conjunto Olimpia ha evolucionado por el tiempo, por una cantidad de tiempo la camisa del Olimpia no figuraba logo, era completamente blanca, o con el nombre escrito en grande en el pecho. Luego empezó a aparecer el león en su camisa, al pasar del tiempo se modernizó el logo y adecuó el color del león a los colores del equipo, incluso algunos logos han tenido ligeras modificaciones en los años, cómo la implementación de estrellas representando los títulos nacionales e internacionales, al punto que después de acumular tantos títulos se decidió darle el valor de 5 ligas a cada estrella, o simplemente se le agrega color cómo es el caso del logo de 1977 con respecto al de 1961.
Sin embargo el mismo ha seguido evolucionando y en el 2012 volvió a cambiar, por un logo conmemorativo al Centenario del club, al ser un logo especial para la ocasión.

### Eventos del Centenario
Desde el primer día del 2012, y en condición de Campeón Nacional luego de ganarle al Real España con un global de 3 a 0 en la Gran Final el 17 de diciembre de 2011, las celebraciones por el Centenario comenzaron, aparte de la presentación del logo conmemorativo que entra en la historia del club, se realizó un espectáculo de luces lanzadas desde el cerro El Picacho, en Tegucigalpa, el primer día del año, marcando el inicio de un gran e histórico año para la institución deportiva.
Se estrenó el nuevo uniforme con el logo del Centenario el domingo 8 de enero del 2012, derrotando en el Estadio Nacional al Platense por 2 a 0, y el siguiente domingo, 15 de enero del 2012, el club le hizo un homenaje al máximo goleador histórico del Olimpia, Wilmer Velásquez, con un partido de despedida. En dicho partido, estrenó su indumentaria negra en el primer tiempo, Olimpia derrotó 1 a 0 a la Liga Deportiva Alajuelense de Costa Rica, vigente tricampeón "tico", con gol precisamente del homenajeado, Wilmer Velásquez, quién de esa forma se despidió de la afición merengue.
Con motivos de la celebración del centenario del equipo, sostuvo partidos amistosos con el Club América de México y un partido con el AC Milán de Italia.

### El escudo del Centenario
El escudo del Club Deportivo Olimpia, para su centenario se realizó en su totalidad en color dorado, representando los años de oro en los cuales se fundó el club y su diseño es un león de pie, que en una de sus patas tiene un balón de fútbol y sobre su cabeza se ve una corona que representa el título de "Rey de Copas" que posee por ser el club con la mayor cantidad de títulos en el país. A la par del león se colocaron los años 1912-2012 (año de fundación y año del centenario), y también se pueden ver en ambos lados del león dos ramas de laurel que al igual que en la antigua Grecia, simbolizan el reconocimiento por haber conseguido grandes logros deportivos en el pasado. En la parte superior del logo sobre el león, están las tres estrellas en representación de los dos títulos de Concacaf y del Campeonato Centroamericano, récord que ningún otro club de Liga Nacional ha conseguido hasta la fecha; y en la parte inferior del logo, al igual que en diseños anteriores, aparece el nombre "Olimpia" pero en esta ocasión sobre el nombre se colocó la palabra "centenario" dentro de un estilo de pergamino antiguo haciendo alusión al centenar de años cumplidos por el club.

### Los colores

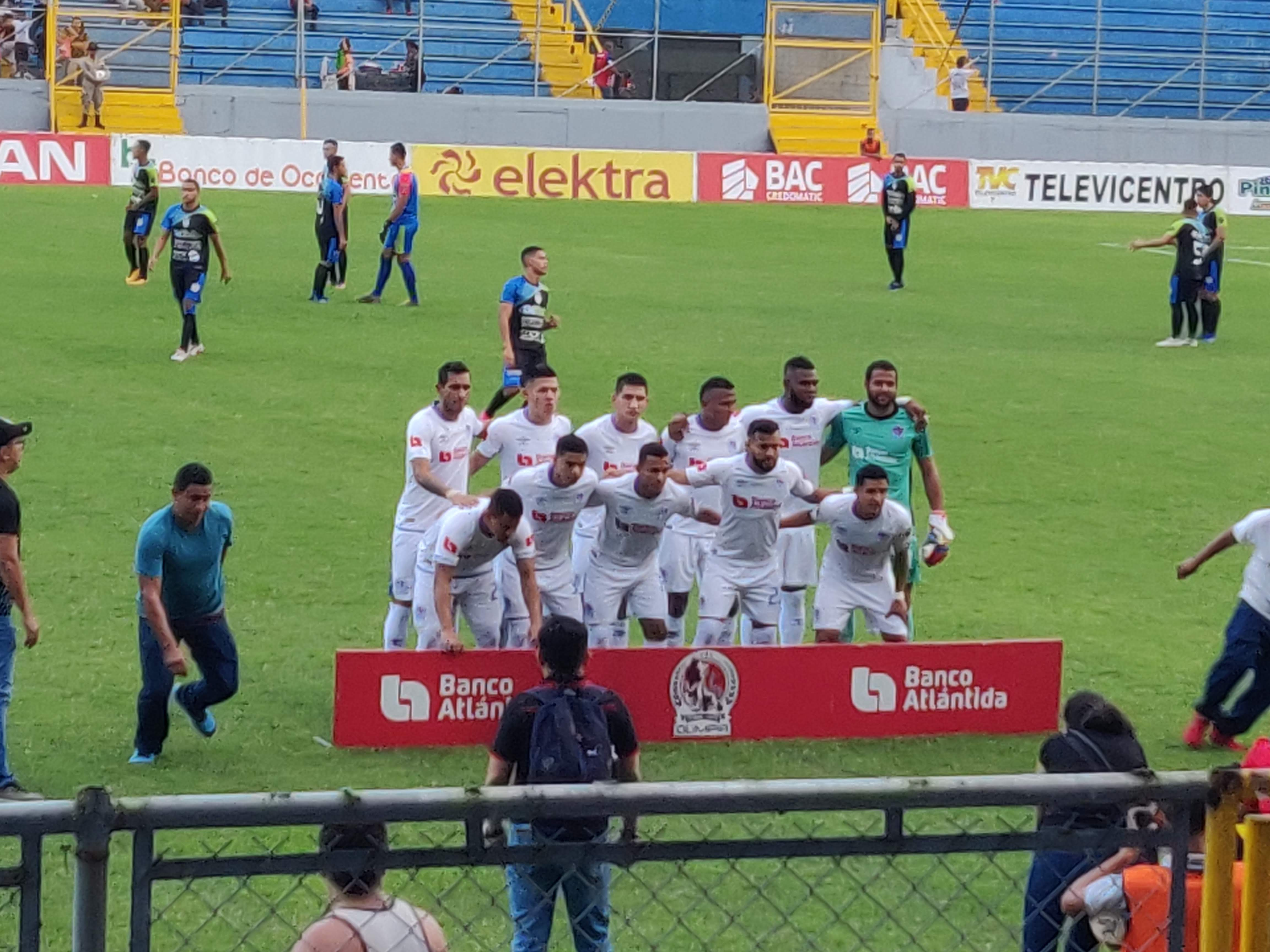
Equipo Olimpia en 2020.

La historia del Club Deportivo Olimpia establece, que la bandera 'Tricolor' del equipo surgió como una idea de los propios fundadores del Club. A principios del siglo XX, Honduras estaba muy dividido políticamente.- Esto motivó a los socios del Nacional Olimpia, a escoger determinados colores, como una forma de unificar a los hondureños a través del deporte.
Fue por ello que estos, escogieron una bandera 'Tricolor' con los colores rojo, azul y blanco. Los primeros dos colores representaran a los dos partidos políticos más importantes de país. Mientras que el 'Blanco' es símbolo de la Paz.
Otros historiadores señalan; que la bandera del Club Deportivo Olimpia, simplemente tiene un significado deportivo; en el cual el 'Rojo' significa la sangre de un deportista; el 'Blanco' la pureza de la mente, y el 'Azul' el coraje y bravura de un atleta.

## Uniforme
- Uniforme titular: Camisa, pantalón y medias blancas.
- Uniforme alternativo: Camisa roja y blanca, pantalón azul y medias rojas.

### Evolución

#### Titular
| Local 2008/09 | 2009/10 | Local 2010/11 | Centenario 2012/13 |

#### Alternativo
| Visitante | Alternativa 2010 | Alternativa 2010-11 | Local 2011 | Visitante 2012/13 |

Patrocinadores y proveedores
| Años               | Patrocinador    | Marca                                                         |
| 1912 - 1986        | ?               | ?                                                             |
| 1986 -1987         | Bayer           | ?                                                             |
| 1987 - 1991        | Tropical        | ?                                                             |
| 1991 - 1992        | Eveready        | ?                                                             |
| 1992 - 1996        | Toyota          | Score (1992 - 1993) Lotto (1993 - 1994) Umbro (1994 - 1995)   |
| 1996 - 2001        | Pepsi           | ? (1996 -1997) Aba Sport (1997 - 2000) Atlética (2000 - 2001) |
| 2001 - 2006        | Coca Cola       | Joma                                                          |
| 2006 - 2008        | Powerade        | Joma                                                          |
| 2008 - 2016        | Coca Cola       | Puma                                                          |
| 2016 - Actualmente | Banco Atlántida | Puma (2016 - 2018) Umbro (2018 - Actualmente)                 |

## Infraestructura

### Estadio
El Estadio Nacional José de la Paz Herrera ¨Chelato Ucles¨, es la casa oficial del Club Deportivo Olimpia. El inmueble está localizado en el barrio Morazán de Tegucigalpa y tiene una capacidad de aproximadamente 35,000 espectadores. El estadio cuenta con una estructura circular, la cual se divide en cuatro localidades: sector popular (sol), sector preferencial (sombra), sector de silla, y los sectores de palcos, así como las cabinas de transmisión. El estadio Nacional pertenece al Estado de Honduras y es manejado específicamente por la estatal Comisión Nacional Pro Instalaciones Deportivas (CONAPID).
El estadio fue construido durante el mandato del presidente doctor y general don Tiburcio Carías Andino, con el propósito de promover el deporte entre la juventud. Este estadio se inauguró el 15 de marzo de 1948 con un encuentro de béisbol entre las escuadras de Honduras y la república de Cuba. Luego se llevó a cabo un partido de fútbol, dentro del marco de un torneo cuadrangular que incluía a las selecciones nacionales de Honduras, Guatemala, Costa Rica y Panamá.
En el 'Nacional', el Olimpia se ha cubierto de gloria en varias ocasiones, dentro del marco del torneo centroamericano de clubes. Así también, este estadio fue testigo de la coronación del Olimpia en 1972, por el torneo de campeones de la Concacaf. Más recientemente, el Tiburcio Carías Andino vio como el 'Viejo León' logró el título de tricampeón del fútbol hondureño.

### Campo de Entrenamiento
Olimpia cuenta con un el Centro de Alto Rendimiento Jose Rafael Ferrari inaugurado a finales del 2021. Previo a esto, sus entrenamientos se llevaban a cabo en el Campo de Futbol Cafe Indio en Amareteca ubicado en las coordenadas geográficas 14.221184504827983, -87.35992609900008.

### Museo
El museo del club fue fundado el día 25 de mayo de 2012, por motivo del Centenario del Club. Está ubicado en el Centro Educativo Chiminike de Tegucigalpa y en él están exhibidas todas las copas ganadas por el club.

## Afición
Ultra Fiel
En cuanto a popularidad, el Club Deportivo Olimpia en Honduras, según una encuesta realizada en 2006 por La Tribuna, Olimpia aparece con un 38% en la cantidad de simpatizantes a nivel nacional, superando a su archirrival Motagua que aparece con un 27%.

### Hinchada

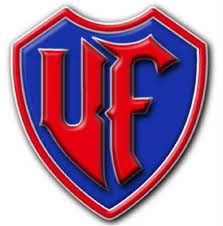
Escudo de la Ultra Fiel.

En el año 1987 aparece en Honduras la primera barra semi-organizada bajo el nombre Barra del León, que luego pasó a llamarse Barra Brava. Luego en el año 1990 se forma una pequeña barra en San Pedro Sula con una ideología de aliento muy al estilo sudamericano. Para el año 1995 la Ultra Fiel comienza a evolucionar gracias a los aportes del en ese entonces arquero del Olimpia, Carlos Prono, quien facilitó material de hinchadas sudamericanas a la barra. La Ultra Fiel se establece oficialmente el 20 de junio de 1995 en Tegucigalpa bajo juramentación de hinchas sampedranos.
En el año 2001 la Ultra Fiel viaja a Costa Rica para el partido entre Saprissa y Olimpia por la Copa Interclubes de la UNCAF de ese año. En ese momento se crea una alianza con la Ultra Morada del Saprissa, con quienes intercambiaron ideas. La Ultra Fiel también está aliada con la Vltra Svr del Comunicaciones de Guatemala. 
| Olimpia                                     | 38 % |
| Motagua                                     | 24 % |
| Real España                                 | 18 % |
| Marathon                                    | 10 % |
| Sec. de Medios de Com. de La Tribuna, 2015. |      |

- Nota: Este porcentaje está hecho sobre la base de la afición de estos cuatro clubes, no a la afición de todos los clubes en Honduras.

## Rivalidades

### Con Motagua,Clásico del fútbol hondureño
El Clásico Capitalino se conoce popularmente al encuentro de fútbol que enfrenta a los dos equipos más populares y exitosos del país: el Motagua y el Olimpia, los dos de la ciudad de Tegucigalpa.
Estos dos equipos de la Liga Nacional de Fútbol de Honduras son los más frecuentes ganadores del campeonato, y su rivalidad es una de las importantes en el país. Olimpia es el equipo más popular y laureado del país, utiliza un uniforme blanco, con reflejos azules y rojos. Su mascota es un león y es el equipo más antiguo en la actual liga y posee la mayor cantidad de títulos de campeonato con 40 en total.
Motagua viste un uniforme azul marino. Es casi tan antiguo como el Olimpia, fue fundado en el año 1928. Su mascota es un águila, y posee 18 títulos, la segunda mayor cantidad de títulos de campeonato y es el segundo más popular del país. Es por mucho el partido más importante del fútbol hondureño, el clásico o el superclásico hondureño se juega regularmente de 4 a 6 veces al año acaparando la atención entre todos los hondureños.
Olimpia gana ampliamente la serie particular entre los dos gigantes del balompié catracho. La rivalidad es también muy marcada en las graderías donde las dos barras bravas, la Ultra fiel del Olimpia y Los Revolucionarios del Motagua dejan un espectáculo a la vista aunque también en sus enfrentamientos en las calles, barrios y en el estadio ha dejado saldo de heridos y muertos.
Motagua y Olimpia han disputado 9 finales desde la creación de la Liga Nacional de Fútbol de Honduras en 1965, todas ellas con partidos ida y vuelta. En 7 oportunidades Motagua ha triunfado y en 4 Olimpia.

### Con Marathón,Clásico nacional

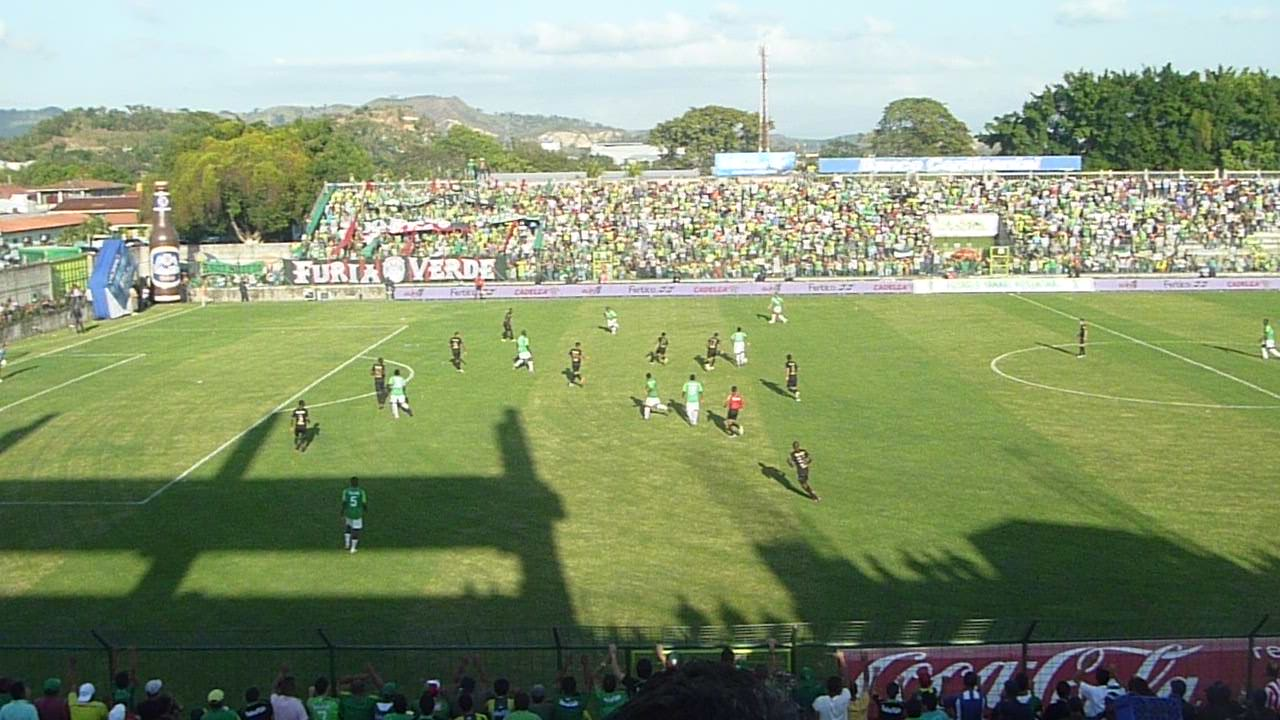
Disputa de un clásico nacional entre Olimpia y Marathón en el Estadio Yankel Rosenthal en 2012.

El Clásico Nacional es el partido que enfrenta a dos de los cuatro clubes tradicionales de la Liga Nacional de Honduras, el Olimpia y el Marathón. En 1928 cuando Olimpia ganó su primer título nacional, representando a la zona central del país, tuvo que enfrentar en tres partidos al campeón de la zona norte, Marathón —de los cuales salió victorioso—. Seguido de esto se creó una gran rivalidad entre estos dos equipos que en la actualidad es conocida como Clásico nacional.
Estos dos equipos se han enfrentado entre sí en 9 finales; Olimpia ha ganado seis y Marathón tres. En total estos dos equipos se han enfrentado en doscientos diecisiete ocasiones, de las cuales Olimpia ha ganado 100 partidos, Marathón 57 y han empatado 61 veces, demostrando según estos datos, la enorme diferencia de historial y récords que existe entre ambos clubes.

### Con Real España,Clásico moderno
Disputa con Real España de San Pedro Sula el Clásico Moderno, la que es considerada la rivalidad más grande ya que se enfrenta el más grande de la costa Norte vs el más grande de Honduras también su rivalidad viene en la década de los 70 cuando España dominaba su excelente fútbol y Olimpia ya era conocido, es un clásico muy hermoso. Las barras se tienen apodos, la Mega Barra del España le tiene como apodo al Olimpia como Chucos y la Ultra Fiel le tiene apodos al España como Chanchos. Las barras se han hecho de todo desde peleas hasta burlas como ejemplo cuando la del Real España "Mega Barra" le hizo un mantel con el dedo de enmedio para la Ultra Fiel o cuando la Ultra Fiel le lanzó una cabeza de chancho pintada de los colores del Real España, en Conclusión este clásico es también donde se da el mejor fútbol de Honduras son más entretenidos. Esto son los grandes clásicos de Real España vs Olimpia. Se han enfrentado en 159 ocasiones y las estadísticas arrojan los siguientes números: 78 ganes, 94 empates y 49 derrotas.

## Rivalidades en Centroamérica
El Club Deportivo Olimpia de Honduras es uno de los tres equipos llamados grandes de Centroamérica, título honorífico que comparte con el Deportivo Saprisa y Liga Deportiva Alajuela; ambos equipos de Costa Rica. Los tres clubes han obtenido muchas famas por sus logros internacionales, ya sea jugando en las regiones de la Concacaf y UNCAF.

El mayor enfrentamiento con mayúsculas del fútbol centroamericano lo juegan entre el Club Deportivo Olimpia (Honduras) vrs Liga Deportiva Alajuela, siendo el partido más esperando en esta región. Desde 1957 hasta la actualidad del (2025) ambos equipos se han enfrentado 34 encuentros, el club catracho  ha conseguido 10 triunfos, logró empatar en 16 ocasiones y perdió solamente 8 partidos, anotó un total 44 goles y recibió 39 anotaciones. Siendo la llave más pareja de la historia del fútbol en esta región.

### Clásico Centroamericano: Olimpia vrs L.D Alajuela.
El Club Deportivo Olimpia (Honduras) y la Liga Deportiva de Alajuela (Costa Rica) disputan el clásico centroamericano. Su primer encuentro se disputó el 3 de marzo del año 1957 en el antiguo Estadio Nacional o también conocido como Coliseo La Sabana de la ciudad de San José en tierras costarricenses. El equipo "catracho" venció categóricamente 4 goles contra 1 al combinado "Tico", sin embargo, la Liga Deportiva Alajuelense no reconoce eéste resultado.
El primer partido entre C.D Olimpia y Liga Deportivo Alajuela se registró el 17 de mayo del anuario de 1959, válido por la I Edición del Campeonato Centro Americano y Caribe. El partido se disputó en el Estadio Nacional de San José, Costa Rica. El equipo hondureño derrotó 4 goles contra 3 a su rival costarricense. La Federación de Costa Rica ni la Liga Deportiva de Alajuela no reconoce el resultado debido a que la Concacaf no da como legítimo el torneo, pero el Club Deportivo Guadalajara si lo ha dado como lícito.
A continuación todos los resultados entre C.D Olimpia contra Liga Deportiva Alajuela.
|     | Local     | Visitante | Resultado | Ciudades               | Estadios           | Torneos                     | Fecha                     |
| --- | --------- | --------- | --------- | ---------------------- | ------------------ | --------------------------- | ------------------------- |
| 1.  | Alajuela. | Olimpia.  | 1-4.      | San José, Costa Rica.  | Estadio La Sabana. | Amistoso.                   | 3 de marzo de 1957.       |
| 2.  | Alajuela. | Olimpia.  | 3-4.      | San José, Costa Rica.  | Estadio La Sabana. | Campeonato Centroamericano. | 17 de mayo de 1959.       |
| 3.  | Olimpia.  | Alajuela. | 1-1.      | Tegucigalpa, Honduras. | Estadio Nacional.  | Campeonato Centroamericano. | 14 de mayo de 1961.       |
| 4.  | Alajuela. | Olimpia.  | 3-1.      | San José, Costa Rica.  | Estadio La Sabana. | Campeonato Centroamericano. | 21 de mayo de 1961.       |
| 5.  | Olimpia.  | Alajuela. | 0-1.      | Tegucigalpa, Honduras. | Estadio Nacional.  | Campeonato de la Concacaf.  | 1 de abril de 1962.       |
| 6.  | Alajuela. | Olimpia.  | 1-1.      | Alajuela, Costa Rica.  | Morera Soto.       | Campeonato de la Concacaf.  | 8 de abril de 1962.       |
| 7.  | Olimpia.  | Alajuela. | 0-0.      | Tegucigalpa, Honduras  | Estadio Nacional.  | Campeonato de la Concacaf.  | 26 de septiembre de 1971. |
| 8.  | Olimpia.  | Alajuela. | 0-1.      | Alajuela, Costa Rica.  | Morera Soto.       | Campeonato de la Concacaf.  | 12 de octubre de 1971.    |
| 9.  | Olimpia.  | Alajuela. | 1-1.      | Tegucigalpa, Honduras. | Estadio Nacional.  | Torneo Centroamericano.     | 21 de agosto de 1988.     |
| 10. | Olimpia.  | Alajuela. | 1-1.      | Tegucigalpa, Honduras. | Estadio Nacional.  | Torneo Centroamericano.     | 27 de noviembre de 1988.  |
| 11. | Alajuela. | Olimpia.  | 1-0.      | Alajuela, Costa Rica.  | Morera Soto.       | Torneo Centroamericano.     | 4 de diciembre de 1988.   |
| 12. | Olimpia.  | Alajuela. | 3-1.      | Pasadena, CA, EE.UU    | Rose Bowl          | Amistoso. (Pretemporada).   | 5 de enero de 1989.       |
| 13. | Alajuela. | Olimpia.  | 2-2.      | Alajuela, Costa Rica.  | Morera Soto.       | Torneo Grande de C.A.       | 19 de febrero de 1997.    |
| 14. | Olimpia.  | Alajuela. | 0-0.      | Tegucigalpa, Honduras. | Estadio Nacional.  | Torneo Grande de C.A.       | 26 de marzo de 1997.      |
| 15. | Olimpia.  | Alajuela. | 0-1.      | Tegucigalpa, Honduras. | Estadio Nacional.  | Liga de la Concacaf.        | 22 de abril de 1998.      |
| 16. | Alajuela. | Olimpia   | 5-1.      | Alajuela, Costa Rica.  | Morera Soto.       | Liga de la Concacaf.        | 7 de mayo de 1998.        |
| 17. | Alajuela. | Olimpia.  | 1-1.      | Alajuela, Costa Rica.  | Morera Soto.       | Torneo Inter Clubes.        | 7 de marzo de 1999.       |
| 18. | Alajuela. | Olimpia.  | 3-3.      | Alajuela, Costa Rica.  | Morera Soto.       | Amistoso. (Pretemporada).   | 9 de julio de 1999.       |
| 19. | Olimpia.  | Alajuela. | 4-1.      | Tegucigalpa, Honduras. | Estadio Nacional.  | Torneo Inter Clubes.        | 1 de agosto de 1999.      |
| 20. | Olimpia.  | Alajuela. | 2-0.      | Tegucigalpa, Honduras. | Estadio Nacional.  | Torneo Inter Clubes.        | 25 de agosto de 1999.     |
| 21. | Olimpia.  | Alajuela. | 0-0.      | San Pedro Sula, HND.   | Estadio Olímpico.  | Torneo Inter Clubes.        | 5 de noviembre de 2000.   |
| 22. | Olimpia.  | Alajuela. | 0-0.      | Tegucigalpa, Honduras. | Estadio Nacional.  | Torneo Inter Clubes.        | 10 de agosto de 2001.     |
| 23. | Olimpia.  | Alajuela. | 1-2.      | San Pedro Sula, HND.   | Estadio Olímpico.  | Torneo Inter Clubes.        | 5 de noviembre de 2003.   |
| 24. | Alajuela. | Olimpia.  | 1-1.      | Alajuela, Costa Rica.  | Morera Soto.       | Amistoso. (Pretemporada).   | 7 de enero de 2004.       |
| 25. | Olimpia.  | Alajuela. | 0-1.      | Tegucigalpa, Honduras. | Estadio Nacional.  | Torneo Inter clubes.        | 23 denoviembre de 2005.   |
| 26. | Alajuela. | Olimpia.  | 0-1.      | Alajuela, Costa Rica.  | Morera Soto.       | Torneo Inter Clubes.        | 30 de noviembre de 2005.  |
| 27. | Olimpia.  | Alajuela. | 2-1.      | Tegucigalpa, Honduras. | Estadio Nacional.  | Amistoso. (Pretemporada).   | 15 de julio de 2011.      |
| 28. | Olimpia.  | Alajuela. | 1-1.      | Tegucigalpa, Honduras. | Estadio Nacional.  | Amistoso. (Pretemporada).   | 18 dejulio de 2011.       |
| 29. | Alajuela. | Olimpia   | 0-2.      | Alajuela, Costa Rica.  | Morera Soto.       | Amistoso. (Pretemporada).   | 11 de julio de 2012.      |
| 30. | Olimpia.  | Alajuela. | 2-0.      | Tegucigalpa, Honduras. | Estadio Nacional.  | Liga de Concacaf.           | 3 de agosto de 2017.      |
| 31. | Alajuela. | Olimpia.  | 1-0.      | Alajuela, Costa Rica.  | Morera Soto.       | Liga de Concacaf.           | 10 de agosto de 2017.     |
| 32. | Alajuela. | Olimpia.  | 0-0.      | Alajuela, Costa Rica.  | Morera Soto.       | Liga de Concacaf.           | 20 de enero de 2020.      |
| 33. | Olimpia.  | Alajuela. | 3-2       | Tegucigalpa, Honduras. | Estadio Nacional.  | Liga de Concacaf.           | 26 de octubre de 2022.    |
| 34. | Alajuela. | Olimpia.  | 2-2.      | Alajuela, Costa Rica.  | Morera Soto.       | Liga de Concacaf.           | 2 de noviembre de 2022.   |

Desde 1957 hasta la actualidad (4 de enero de 2025) el Club Deportivo Olimpia le gana la serie directa a la Liga Deportiva de Alajuela, siendo uno de los clásicos centroamericano más parejo que ha existido en el fútbol de la Concacaf.
| Equipos.  | P.J. | P.G. | PE. | P.P | G.F | G.E. | Puntos |
| --------- | ---- | ---- | --- | --- | --- | ---- | ------ |
| Olimpia.  | 34   | 10   | 16  | 8   | 44  | 39   | 46.    |
| Alajuela. | 34   | 8    | 16  | 10  | 39  | 44   | 40     |

### Clásico de Barras Bravas: C.D Olimpia vs C.S.D Municipal.

El Club Deportivo Olimpia de Honduras y el Club Social Deportivo Municipal de Guatemala disputan unos de los clásicos más peligrosos de la región centroamericana; debido a que sus barras se han caracterizados por ser las más violentas de sus respectivos países. Estos dos equipos se enfrentaron por primera vez un 17 de agosto de 1958 en Ciudad de Guatemala, siendo un partido de carácter amistoso para tener en forma a sus jugadores. El conjunto amateur hondureño humilló 5 goles contra 1 al combinado profesional guatemalteco, no obstante, el resultado no es reconocido por el C.S.D Municipal.
El primer partido oficial se jugó en el Estadio Mateo Flores en la Ciudad de Guatemala un 27 de julio de 1967. El C.D Olimpia derrotó 2 goles contra 1 a su similar del C.S.D Municipal. El amistoso concluyó faltando 10 minutos para el tiempo reglamentario debido a la trifulca de aficionados "chapines" en contra de la poca afición catracha que llegaron en una excursión para ver éste encuentro.
El primer encuentro en tierras catrachas se registró en la ciudad de Tegucigalpa el 17 de mayo de 1970 en un partido válido por la Copa Centroamericana. El Club Deportivo Olimpia le ganó 3-2 al Club Social Deportivo Municipal. El club hondureño marcaba una paternidad de 12 años sobre el equipo guatemalteco en sus primeros tres partidos registrados.

A continuación todos los partidos del C.D Olimpia vs C.S.D Municipal.
| #    | Local      | Visitante  | Resultado | Ciudades                 | Estadios         | Torneos               | Fechas                    |
| ---- | ---------- | ---------- | --------- | ------------------------ | ---------------- | --------------------- | ------------------------- |
| 1.   | Municipal. | Olimpia    | 1-5       | C. Guatemala, Guatemala. | Mateo Flores.    | Amistoso.             | 4 de agosto de 1958.      |
| 2.   | Municipal. | Olimpia.   | 1-2.      | C. Guatemala, Guatemala. | Mateo Flores.    | Amistoso.             | 27 de julio de 1967.      |
| 3.   | Olimpia.   | Municipal. | 3-2.      | Tegucigalpa, Honduras.   | Nacional.        | Copa Centroamericana. | 17 de mayo de 1970.       |
| 4.   | Municipal. | Olimpia.   | 0-0.      | C. Guatemala, Guatemala. | Mateo Flores.    | Copa Centroamericana. | 24 de mayo de 1970.       |
| 5.   | Municipal. | Olimpia.   | 0-0.      | C. Guatemala, Guatemala. | Mateo Flores.    | Copa Centroamericana. | 18 de julio de 1973.      |
| 6.   | Olimpia.   | Municipal. | 0-1.      | Tegucigalpa, Honduras.   | Nacional.        | Copa Centroamericana. | 25 de julio de 1973.      |
| 7.   | Olimpia.   | Municipal. | 0-0.      | Tegucigalpa, Honduras.   | Nacional.        | Amistoso.             | N/A, 1977.                |
| 8.   | Olimpia.   | Municipal. | 0-0.      | Tegucigalpa, Honduras.   | Nacional.        | Amistoso.             | N/A, 1978.                |
| 9.   | Olimpia.   | Municipal. | 1-2.      | Tegucigalpa, Honduras.   | Nacional.        | Copa Fraternidad.     | 2 de marzo de 1979.       |
| 10.  | Municipal. | Olimpia.   | 2-0.      | C. Guatemala, Guatemala. | Mateo Flores.    | Copa Fraternidad.     | 15 de abril de 1979.      |
| 11.  | Olimpia.   | Municipal. | 2-2.      | Tegucigalpa, Honduras.   | Nacional.        | Copa Centroamericana. | 16 de abril de 1989.      |
| 12.  | Olimpia.   | Municipal. | 0-1.      | Tegucigalpa, Honduras.   | Nacional.        | Copa Grande.          | 6 de marzo de 1997.       |
| 13.  | Municipal. | Olimpia.   | 1-0.      | C. Guatemala, Guatemala. | Mateo Flores.    | Copa Grande.          | 12 de marzo de 1997.      |
| 14-. | Olimpia.   | Municipal. | 2-1.      | Tegucigalpa, Honduras.   | Nacional.        | Recopa.               | 8 de marzo de 1998.       |
| 15.  | Olimpia.   | Municipal. | 3-2.      | Tegucigalpa, Honduras.   | Nacional.        | Torneo Grande.        | 22 de octubre de 1998.    |
| 16.  | Municipal. | Olimpia.   | 1-0.      | C. Guatemala, Guatemala. | Mateo Flores.    | Torneo Grande.        | 13 de noviembre de 1998.  |
| 17.  | Municipal. | Olimpia.   | 0-0.      | C. Guatemala, Guatemala. | Mateo Flores.    | Interclubes.          | 2 de agosto de 2000.      |
| 18.  | Olimpia.   | Municipal. | 0-0.      | Tegucigalpa, Honduras.   | Mateo Flores.    | Interclubes.          | 8 de agosto de 2000.      |
| 19.  | Olimpia.   | Municipal. | 2-3.      | Tegucigalpa, Honduras.   | Nacional.        | Amistoso.             | 1 de noviembre de 2000.   |
| 20.  | Municipal. | Olimpia.   | 2-1.      | San José, Costa Rica.    | La Sabana.       | Interclubes.          | 16 de septiembre de 2001. |
| 21.  | Municipal. | Olimpia.   | 0-1.      | C. Guatemala, Guatemala. | Cemento P.       | Interclubes.          | 3 de diciembre de 2004.   |
| 22.  | Municipal. | Olimpia.   | 1-1.      | C. Guatemala, Guatemala. | Mateo Flores.    | Interclubes.          | Sepitembre 27, 2006.      |
| 23.  | Olimpia.   | Municipal. | 3-0.      | Tegucigalpa, Honduras.   | Nacional.        | Interclubes.          | 4 de octubre de 2006.     |
| 24.  | Olimpia.   | Municipal. | 2-1.      | Houston, Tx, EE. UU.     | N/A.             | Amistoso.             | N/A, 2014.                |
| 25.  | Municipal. | Olimpia.   | 0-1.      | Charlotte, NC, EE. UU.   | N/A.             | Amistoso.             | N/A, 2022.                |
| 26.  | Municipal. | Olimpia.   | 1-2.      | Baton Rouge, EE. UU.     | N/A.             | Amistoso.             | N/A, 2022.                |
| 27.  | Municipal. | Olimpia.   | 2-2.      | C. Guatemala, Guatemala. | Doroteo G.       | Liga de Concacaf.     | 18 de agosto de 2022.     |
| 28.  | Olimpia.   | Municipal. | 1-0.      | Tegucigalpa, Honduras.   | "Chelato" Uclés. | Liga de Concacaf.     | 25 de agosto de 2022.     |
| 29.  | Municipal. | Olimpia.   | 1-1.      | Atlanta, EE. UU.         | N/A.             | Amistoso.             | 14 de julio de 2023.      |
| 30.  | Municipal. | Olimpia.   | 1-0.      | Atlante, EE. UU.         | N/A.             | Amistoso.             | 23 de julio de 2023.      |

## Datos del club
- Puesto histórico en liga: 1°
- Temporadas en 1ª: 65 Temporadas (todas)
- Mejor puesto en la liga: 1.º
- Peor puesto en la liga: 7.º (1981-1982)
- Mayor goleada a favor:
  - En torneos nacionales: Olimpia 10:2 La Salle (29 de agosto de 1965[278])
  - En torneos internacionales:  Coke Milpross 1:8 Olimpia (Copa de Campeones de la Concacaf 1987)
  - En torneos internacionales:  Plaza Amador 1:7 Olimpia (Liga Concacaf 2017)
- Mayor goleada en contra:
  - En torneos nacionales:  Marathón 5:0 Olimpia (1985-86)
  - En torneos internacionales:  Pumas de la UNAM 5:0 Olimpia (Copa de Campeones de la Concacaf 1989)
- Jugador con más goles: Wilmer Velásquez (196)
- Datos relevantes:
  - Único equipo centroamericano en haber jugado en el estadio Centenario de Montevideo, Uruguay.
  - Primer equipo centroamericano en haber ganado ante un rival mexicano en el Estadio Azteca (2-1 contra  Cruz Azul en 1988).
  - Único equipo centroamericano en haber derrotado al  Boca Juniors (2-1).
  - Único equipo centroamericano en haber jugado en el estadio Libertadores de América de Argentina.
  - Único equipo centroamericano en haber jugado en el estadio Rose Bowl de Estados Unidos.
  - Único equipo centroamericano en haber jugado con el Associazione Calcio Milan de Italia

Primer equipo centroamericano clasificado a un Mundial de Clubes: 2001

## Jugadores

### Plantilla 2025
- Los equipos hondureños están limitados a tener en la plantilla un máximo de cinco jugadores extranjeros.

### Altas Apertura 2025
| Altas           |               |                      |               |
| Jugador         | Posición      | Procedencia          | Tipo          |
| Andrés Salazar  | Portero       | C. D. Victoria       | Traspaso      |
| Elison Rivas    | Defensa       | Olancho F. C.        | Traspaso      |
| Facundo Queiroz | Defensa       | C. D. Cobán Imperial | Traspaso      |
| Maynor Arzú     | Mediocampista | C. D. Victoria       | Fin de cesión |
| Agustín Mulet   | Mediocampista | C. A. Cerro          | Traspaso      |

### Bajas Apertura 2025
| Bajas             |               |                        |                 |
| Jugador           | Posición      | Destino                | Tipo            |
| Álex Güity        | Portero       | C. D. Lobos UPNFM      | Cesión          |
| José Mendoza      | Portero       | F. C. Leones HT6       | Traspaso        |
| Juan Pablo Montes | Defensa       | Bandera de ?           | Fin de contrato |
| Gabriel Araújo    | Defensa       | Bandera de ?           | Fin de contrato |
| Oliver Benítez    | Defensa       | Bandera de ?           | Fin de contrato |
| Julián Martínez   | Defensa       | F. C. Alverca          | Traspaso        |
| Jonathan Paz      | Defensa       | Policía Nacional F. C. | Cesión          |
| Moisés Rodríguez  | Mediocampista | Policía Nacional F. C. | Cesión          |
| Carlos Matute     | Mediocampista | C. D. Victoria         | Traspaso        |
| Carlos Pineda     | Mediocampista | Sporting F. C.         | Traspaso        |
| Alberth Elis      | Delantero     | C. S. Marítimo         | Traspaso        |

### Campeones de goleo y goleadores históricos
- Jugadores que lograron el título de Goleo de la Liga Nacional con el Club Deportivo Olimpia

| #   | Nac.                 | Nombre                | Apodo           | Temporada     | Goles |
| --- | -------------------- | --------------------- | --------------- | ------------- | ----- |
| 1.  | Bandera de Honduras  | Marco Tulio López     | 'Coyol'         | 1975          | 11    |
| 2.  | Bandera de Honduras  | Prudencio Norales     | 'Tecate'        | 1979          | 15    |
| 3.  | Bandera de Honduras  | Juan Flores Madariaga | 'Matador'       | 1985          | 9     |
| 4.  | Bandera de Honduras  | Eduardo Bennett       | 'Balín'         | 1991/92       | 12    |
| 5.  | Bandera de Honduras  | Álex Pineda Chacón    | 'Chele'         | 1993/94       | 12    |
| 6.  | Bandera de Honduras  | Wilmer Velásquez      | 'Matador'       | Apertura 1997 | 19    |
| 7.  | Bandera de Honduras  | Wilmer Velásquez      | 'Matador'       | Apertura 1999 | 12    |
| 8.  | Bandera de Brasil    | Denilson Costa        |                 | Clausura 2003 | 10    |
| 9.  | Bandera de Argentina | Danilo Javier Tosello | 'Francotirador' | Apertura 2003 | 12    |
| 10. | Bandera de Brasil    | Luciano Emílio        |                 | Apertura 2004 | 16    |
| 11. | Bandera de Brasil    | Luciano Emílio        |                 | Clausura 2006 | 12    |
| 12. | Bandera de Honduras  | Wilmer Velásquez      | 'Matador'       | Clausura 2008 | 10    |
| 13. | Bandera de Honduras  | Roger Rojas           | 'Roro'          | Apertura 2012 | 10    |
| 14. | Bandera de Honduras  | Anthony Lozano        | 'Choco'         | Clausura 2015 | 19    |

| #   | Nac.                 | Nombre                  | Goles |
| --- | -------------------- | ----------------------- | ----- |
| 1.  | Bandera de Honduras  | Wilmer Velásquez        | 196   |
| 2.  | Bandera de Brasil    | Denilson Costa          | 99    |
| 3.  | Bandera de Honduras  | Roger Rojas             | 88    |
| 4.  | Bandera de Honduras  | Jerry Bengtson          | 116   |
| 4.  | Bandera de Argentina | Danilo Javier Tosello   | 82    |
| 5.  | Bandera de Honduras  | Prudencio Norales       | 76    |
| 6.  | Bandera de Honduras  | Rigoberto Gómez Murillo | 63    |
| 7.  | Bandera de Honduras  | Juan Flores             | 57    |
| 8.  | Bandera de Honduras  | Álex Pineda Chacón      | 52    |
| 9.  | Bandera de Honduras  | Jorge González          | 46    |
| 10. | Bandera de Brasil    | Luciano Emílio          | 42    |
| 11. | Bandera de Honduras  | Anthony Lozano          | 42    |
| 12. | Bandera de Honduras  | Jorge Urquía            | 40    |
| 13. | Bandera de Uruguay   | Ramiro Bruschi          | 38    |
| 14. | Bandera de Honduras  | Reynaldo Mejía          | 38    |
| 15. | Bandera de Honduras  | Jorge Bran              | 38    |
| 16. | Bandera de Honduras  | Christian Santamaría    | 34    |
| 17. | Bandera de Honduras  | Marlon Hernández        | 32    |
| 18. | Bandera de Honduras  | Wilson Palacios         | 32    |
| 19. | Bandera de Argentina | Carlos Laje Moreno      | 32    |
| 20. | Bandera de Honduras  | Juan Manuel Cárcamo     | 32    |
| 21. | Bandera de Honduras  | Reynaldo Tilguath       | 32    |
| 22. | Bandera de Honduras  | Nahúm Espinoza          | 32    |

## Entrenadores

### Cronología
| - Juan Andino (1965) - Mario Griffin (1966–1968) - Carlos Suazo (1969–1970) - José de la Paz Herrera (1970–1971) - Carlos Viera (1971) - Mario Griffin (1972–1973) - Claudio Ramírez Banda (1975) - Carlos Cruz Carranza (1977) - José Luis Mattera Teglia (1982) - Enrique Grey Fúnez (1984) - Carlos Suazo (1985) - Néstor Matamala (1986–1987) - Juan Quarterone (1987) - Carlos Padilla (1987) - Estanislao Malinowski (1988–1989) - Julio González Montemurro (1990) | - Gerck Block (1992) - José de la Paz Herrera (1992–1994) - Estanislao Malinowski (1994) - Francisco Sá (1995) - Flavio Ortega (1995) - José de la Paz Herrera (1996–1997) - Gilberto Yearwood (1997) - Francisco Sá (1997–1998) - Julio González Montemurro (1999–2000) - Edwin Pavón (2000–2001) - Ernesto Luzardo (2002) - Juan Carlos Espinoza (2002–2003) - José de la Paz Herrera (2003–2004) - Alejandro Domínguez (2004) - Nahúm Espinoza (2004–2006) | - Raúl Martínez Sambulá (2006) - Flavio Ortega (2006) - Juan de Dios Castillo (2007–2008) - Juan Carlos Espinoza (2009) - Carlos Restrepo (2010–2011) - Juan Carlos Espinoza (2011) - Danilo Tosello (2011–2012) - Juan Carlos Espinoza (2013) - Óscar Salgado (2013) - Héctor Vargas (2014–2017) - Carlos Restrepo (2017–2018) - Nahúm Espinoza (2018) - Manuel Keosseián (2018–2019) - Pedro Troglio (2019–2022) - Pablo Lavallén (2022) - Pedro Troglio (2022–2024) - Eduardo Espinel (2025-presente) |

## Participaciones internacionales

### Por competencia
- En negrita competiciones en activo.

| Torneo                           | TJ | PJ  | PG | PE | PP | GF  | GC  | DG  | Puntos | Títulos |
| -------------------------------- | -- | --- | -- | -- | -- | --- | --- | --- | ------ | ------- |
| Liga de Campeones de la Concacaf | 39 | 157 | 64 | 36 | 58 | 208 | 186 | +22 | 228    | 2       |
| Copa Centroamericana de Concacaf | 1  | 4   | 2  | 1  | 1  | 7   | 4   | +3  | 7      | –       |
| Liga Concacaf                    | 5  | 26  | 16 | 6  | 4  | 54  | 18  | +36 | 54     | 2       |
| Copa Interamericana              | 2  | 4   | 0  | 1  | 3  | 2   | 9   | -7  | 1      | –       |
| Recopa de la Concacaf            | 2  | 5   | 4  | 1  | 0  | 10  | 4   | +6  | 13     | –       |
| Total                            | 49 | 196 | 86 | 45 | 66 | 281 | 221 | +60 | 303    | 4       |

- En negrita se muestran las ediciones en las que el equipo fue campeón.

| Competición                                | Edición |
| ------------------------------------------ | --- |
| Copa/Liga de Campeones de la Concacaf (39) | 1962, 1964, 1965, 1967, 1968, 1970, 1971, 1972, 1973, 1976, 1983, 1985, 1987, 1988, 1989, 1990, 1994, 1996, 1997, 1998, 1999, 2000, 2002, 2005, 2006, 2007, 2008-09, 2009-10, 2010-11, 2011-12, 2012-13, 2013-14, 2014-15, 2015-16, 2016-17, 2018, 2020, 2021, 2023 |
| Copa Interclubes de la Uncaf (11)          | 1979, 1981, 1997, 1998, 1999, 2000, 2001, 2003, 2004, 2005, 2006 |
| Liga Concacaf (5)                          | 2017, 2019, 2020, 2021, 2022 |
| Campeonato Centroamericano (2)             | 1959, 1961 |
| Copa Interamericana (2)                    | 1972, 1989 |
| Recopa de la Concacaf (2)                  | 1996, 1997 |
| Copa Centroamericana de Concacaf (2)       | 2023, 2024 |
| Copa Mundial de Clubes de la FIFA (1)      | 2001 (Cancelado) |

## Palmarés

### Época amateur

#### Títulos regionales
| Competiciones regionales            | Títulos                                                           | Subcampeonatos |
| ----------------------------------- | ----------------------------------------------------------------- | -------------- |
| Liga Mayor de Francisco Morazán (9) | 1949, 1955-56, 1957, 1958, 1959, 1960, 1961, 1963, 1964. (Récord) |                |

#### Títulos nacionales
| Competiciones nacionales       | Títulos                                                        | Subcampeonatos |
| ------------------------------ | -------------------------------------------------------------- | -------------- |
| Liga Amateur de Honduras (7/2) | 1957-58, 1958-59, 1959, 1960-61, 1961, 1963-64, 1964. (Récord) | 1949, 1955-56. |

### Época profesional

#### Títulos nacionales
| Competiciones nacionales          | Títulos | Subcampeonatos |
| --------------------------------- | --- | --- |
| Liga Nacional de Honduras (39/20) | 1966-67, 1967-68, 1969-70, 1971-72, 1977-78, 1982-83, 1984-85, 1986-87, 1987-88, 1989-90, 1992-93, 1995-96, 1996-97, Ap. 1999, Cl. 2000, Ap. 2002, Cl. 2004, Cl. 2005, Ap. 2005, Cl. 2006, Cl. 2008, Cl. 2009, Cl. 2010, Ap. 2011, Cl. 2012, Ap. 2012, Cl. 2013, Cl. 2014, Cl. 2015, Cl. 2016, Ap. 2019, Ap. 2020, Cl. 2021, Ap. 2021, Ap. 2022, Cl. 2023, Ap. 2023, Cl. 2024, Cl. 2025 (Récord) | 1965-66, 1968-69, 1970-71, 1975-76, 1988-89, 1994-95, Clausura 1998, Apertura 1999, Clausura 2000, Clausura 2001, Clausura 2002, Apertura 2003, Apertura 2004, Apertura 2006, Apertura 2009, Apertura 2010, Clausura 2011, Apertura 2018, Clausura 2019, Apertura 2025 |
| Copa de Honduras (3/0)            | 1995, 1998, 2015. (Récord compartido) | |

#### Títulos internacionales
| Competiciones internacionales          | Títulos                         | Subcampeonatos     |
| -------------------------------------- | ------------------------------- | ------------------ |
| Liga de Campeones de la Concacaf (2/2) | 1972, 1988.                     | 1985, 2000.        |
| Liga Concacaf (2/0)                    | 2017, 2022. (Récord)            |                    |
| Copa Interclubes de la Uncaf (2/3)     | 1999, 2000. (Récord compartido) | 1981, 2005 y 2006. |

### Torneos amistosos nacionales e internacionales
- Copa Winston Churchill (1): 1959.
- Campeonato Centroamericano (1): 1959
- Torneo Centroamericano de la Concacaf (3): 1987, 1989, 1990.
- Supercopa de Honduras (3): 1997, 2016,[n 1] 2016.[n 2][279]
- Supercopa Diez (1): Clausura 2014.
- Copa Independencia Honduras (1): 2018.
- Torneo de Reservas de Honduras (8)